# Antwerpse tram
De Antwerpse tram vormt de ruggengraat van het openbaar vervoer in de stad Antwerpen. Het tramnetwerk is 75 kilometer lang en omvat veertien tramlijnen in acht van de tien districten en vijf aangrenzende gemeenten van de stad Antwerpen. De trams doorkruisen Antwerpen, Boechout, Beveren-Kruibeke-Zwijndrecht, Mortsel, Wijnegem en Wommelgem. Daarmee vormt het het tweede grootste tramnetwerk van België, na dat van Brussel.
Trams rijden al sinds 1873 ononderbroken in de stad, en sinds 1991 wordt het net geëxploiteerd door de Vlaamse Vervoermaatschappij De Lijn. Op zondag 28 mei 2023 werd het 150-jarig bestaan van de tram gevierd met een tramparade vanaf het Havenhuis via de Londenbrug naar de Amsterdamstraat (deels traject lijn 24) en aansluitend een statische tentoonstelling op de Amsterdamstraat en rondritten door de Antwerpse binnenstad.
Het Antwerpse tramnet heeft een spoorwijdte van 1000 mm, de bovenleidingspanning is 600 volt. Het tramnet is alleen geschikt voor eenrichtingtrams door het ontbreken van overloopwissels en tegenspoorseinen in de premetro. Enkel op tramlijn 12 rijden sinds 1 juli 2019 tweerichtingentrams.

## Geschiedenis

### Stadstram (sinds 1873)

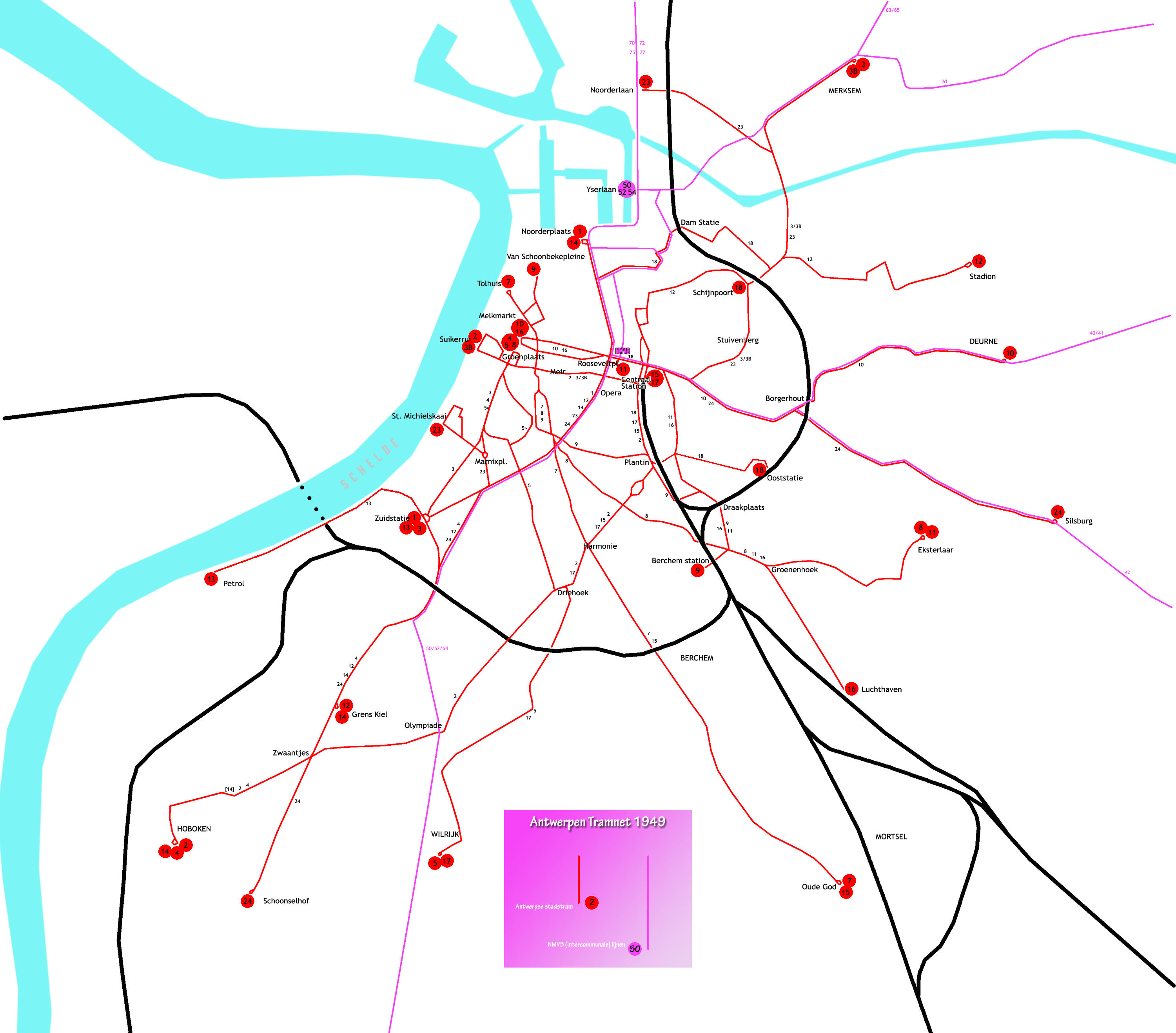
Het tramnet van Antwerpen in 1949.

De eerste aanvraag voor een paardentram oftewel Tramway Américain, zoals die toen genoemd werd, werd aan het stadsbestuur gericht door E. Paujaurd'hui en A. Edvard op 27 juni 1865. Deze aanvraag werd echter geweigerd, en pas op 14 maart 1871 stond de gemeenteraad de aanleg van tramlijnen op het grondgebied van Antwerpen toe. De eerste paardentram reed op 25 mei 1873 tussen de Meir en de kerk van Berchem, op het huidige traject van tramlijn 7. Tegen het einde van de eeuw waren er al negen verschillende paardentramlijnen en een omnibusdienst in Antwerpen, die door negen aparte bedrijven werden onderhouden.
De paardentrambedrijven werden op 1 januari 1900 overgenomen door de Compagnie Générale des Tramways d'Anvers (CGTA). Deze maatschappij stelde zich tot doel het tramnet te elektrificeren, te uniformiseren en te moderniseren. Ook de omnibuslijn zou verbouwd worden tot een tramlijn. Op 12 maart 1902 kreeg de maatschappij toestemming van het stadsbestuur om haar net te elektrificeren. Na testritten reed de eerste elektrische tram in normale dienst vanaf dinsdag 2 september 1902. Eerst was er een gemengde dienst met paardentrams, maar na verloop van tijd verdwenen alle paardentrams uit de Antwerpse straten.
In diezelfde periode begon men ook met de uitbreiding van het tramnet buiten de Brialmontomwalling (de huidige Ring). In 1913 waren de meeste van de nog bestaande lijnen al in gebruik, zij het vaak in een lichtjes andere versie. Een kaart uit dat jaar vermeldt de volgende lijnen: in tegenstelling tot de latere gewoonte betekenden de doorgestreepte nummers dus juist langere ritten, geen verkortingen.
| Lijn | Traject 1913                                                   | Daarvan nog in gebruik (2022)                                                                                                   |
| ---- | -------------------------------------------------------------- | --- |
| 1    | Entrepot – Bank – Zuidstatie                                   | Vervangen door tram 1 (Rooseveltplaats – Bolivarplaats), tram 10 (Rooseveltplaats – Bres) en bussen 13 en 14 (volledig)         |
| 2    | Werf – Statie – Van Rijswijcklaan                              | Schelde – Plantin vervangen door premetro, Plantin – Van Rijswijcklaan nog in gebruik                                           |
| 3    | Zuidstation – Groenplaats – Statie – Schijnpoort (3/: Merksem) | Vervangen door premetro (Groenplaats – Astrid), tram 4 (Bolivarplaats – Groenplaats) en bus 23 (Centraal Station – Schijnpoort) |
| 4    | Groenplaats – Brederodestraat – Kiel (4/: Hoboken)             | Nog volledig in gebruik |
| 5    | Groenplaats – Lozanastraat – Dikke mee (5/: Wilrijk)           | Vervangen door bus 22 |
| 6    | Pothoek – Werf – Zuidstation                                   | Vervangen door bus 30 (werd van 1938 tot 1964 ook met trolleybussen geëxploiteerd)                                              |
| 7    | Tolhuis – Bank – Berchem (7/: Oude God)                        | Nog volledig in gebruik |
| 8    | Meir – Bank – Borsbeeksepoort (8/: Gitschotel)                 | Overgenomen door tram 4 |
| 9    | Van Schoonbekeplein – Park – Berchem Statie                    | Bestaat niet meer (tram 9 gebruikt slechts het stuk tussen Plantin en Zurenborg)                                                |
| 10   | Melkmarkt – Statie – Zoo – Borgerhout (10/: Deurne)            | Overgenomen door tram 24 (Melkmarkt – Turnhoutsepoort)                                                                          |
| 11   | Melkmarkt – Statie – Zoo – Dageraadplaats                      | Nog volledig in gebruik |
| 12   | Statie Waas – Justitiepaleis                                   | Bestaat niet meer |
| 13   | Zuidstatie – Pyrotechnie – Petrooltanks                        | Bestaat niet meer (werd van 1929 tot 1931 ook met trolleybussen geëxploiteerd)                                                  |

Na de CGTA hebben de volgende maatschappijen de Antwerpse stadslijnen geëxploiteerd:
- Compagnie Générale des Tramways d'Anvers (C.G.T.A.) vanaf 1 januari 1900;
- Tramways d'Anvers (T.A.) vanaf maart 1927;
- Tramwegen van Antwerpen en Omgeving (T.A.O.) vanaf 1 januari 1946;
- Maatschappij voor het Intercommunaal Vervoer te Antwerpen (MIVA) vanaf 1 januari 1963;
- Vlaamse Vervoermaatschappij "De Lijn" vanaf 1 januari 1991.

Na de overname van de dienst door de T.A.O. in 1946 telde het Antwerpse tramnet achttien tramlijnen en twee trolleybuslijnen (6 en 31). Vanaf de jaren 50 werden geleidelijk aan veel tramlijnen geschrapt of omgevormd tot een busdienst vanwege het dalende reizigersaantal. Lijnen 1, 5, 9, 13, 16, 17, 18 en 23 werden zo tussen 1952 en 1965 opgeheven en vervangen door autobusdiensten, die vaak een ander en langer traject volgden. Ook nieuwe autobusdiensten kwamen tot stand, zoals bus 20 naar Eksterlaar, bus 28 naar Merksem en bus 36 naar de Linkeroever.
In 1975 opende men het eerste deel van de westelijke premetrotak (Groenplaats – Centraal Station). Na de inkrimping van het net in de jaren 50 en 60 en de tijdelijke omleidingen door de premetrowerken in de jaren 70, kwamen in de jaren 80 de eerste beperkte uitbreidingen van het net. Op 3 september 1982 werd lijn 12 verlengd van het Bosuilstadion naar het Wim Saerensplein. Met 1.250 meter extra tramlijn was dit de eerste spooruitbreiding sinds 1944. Op 14 mei 1984 werd het eindpunt van de lijnen 2 en 4 in Hoboken verplaatst en met 150 meter verlengd van de Kioskplaats naar de Lelieplaats. Op woensdag 7 november 1984 werd een derde beperkte uitbreiding gerealiseerd. Tramlijn 24 werd 360 meter verlengd van de ingang van de begraafplaats Silsburg (huidige halte 'Dassastraat') tot net voor het kruispunt van de Herentalsebaan met de 'Militaire baan'. Het nieuwe eindpunt werd paradoxaal genoeg ook Silsburg gedoopt.
Op 1 januari 1991 ging de MIVA samen met de Gentse MIVG en het Vlaamse deel van de NMVB op in de Vlaamse Vervoermaatschappij 'De Lijn'.

### Buurtspoorwegen (NMVB)(1885-1968)
De buurtspoorwegen hebben, na de omsporing naar meterspoor omstreeks 1920, dezelfde spoorwijdte als de stadstram. De buurtspoorwegen hebben dan ook op sommige trajecten dezelfde sporen als de stadstram gebruikt. Vanaf 1935 zijn buurtspoortramlijnen doorgetrokken naar Rooseveltplaats. Op de Leien, Turnhoutsebaan en andere straten reden er ook buurtspoorwegtrams. Bij de latere verlenging van lijn 3 naar Keizershoek is de middenberm waar de buurtspoorwegtrams reden hergebruikt.

#### Vroegere tramlijnen opLinkeroever
Vanaf 15 mei 1908 reed een stoomtram van de buurtspoorwegen vanaf het Vlaams Hoofd naar Hamme en vanaf 1 februari 1910 naar Baasrode Veer. Het Vlaams Hoofd lag op de Antwerpse Linkeroever bij het spoorwegstation Antwerpen-Linkeroever, waar de ingang van de latere Sint-Annatunnel ook bekend als voetgangerstunnel kwam. Op 1 september 1931 werd de buurtspoorweg geëlektrificeerd tot Temse en in 1937 tot Hamme. In 1959 werd de tramdienst als eerste buurtspoorweglijn rond Antwerpen afgeschaft. De huidige trams rijden sinds 1990 op de Blancefloerlaan nog voor een klein deel langs het oude traject van de buurtspoorwegtram H, zoals te zien op deze oude kaart van 1937 tot 1944.
In de jaren dertig van de twintigste eeuw werd er ook een tramlijn aangelegd van Vlaams Hoofd naar het Sint-Annastrand, de Sint-Anna Express tram. De Sint-Anna Express op de Gloriantlaan stopte tijdens de oorlogsjaren. Jaren later reed er nog een toeristentreintje onder dezelfde naam.

#### De NMVB-lijnen in de stad Antwerpen

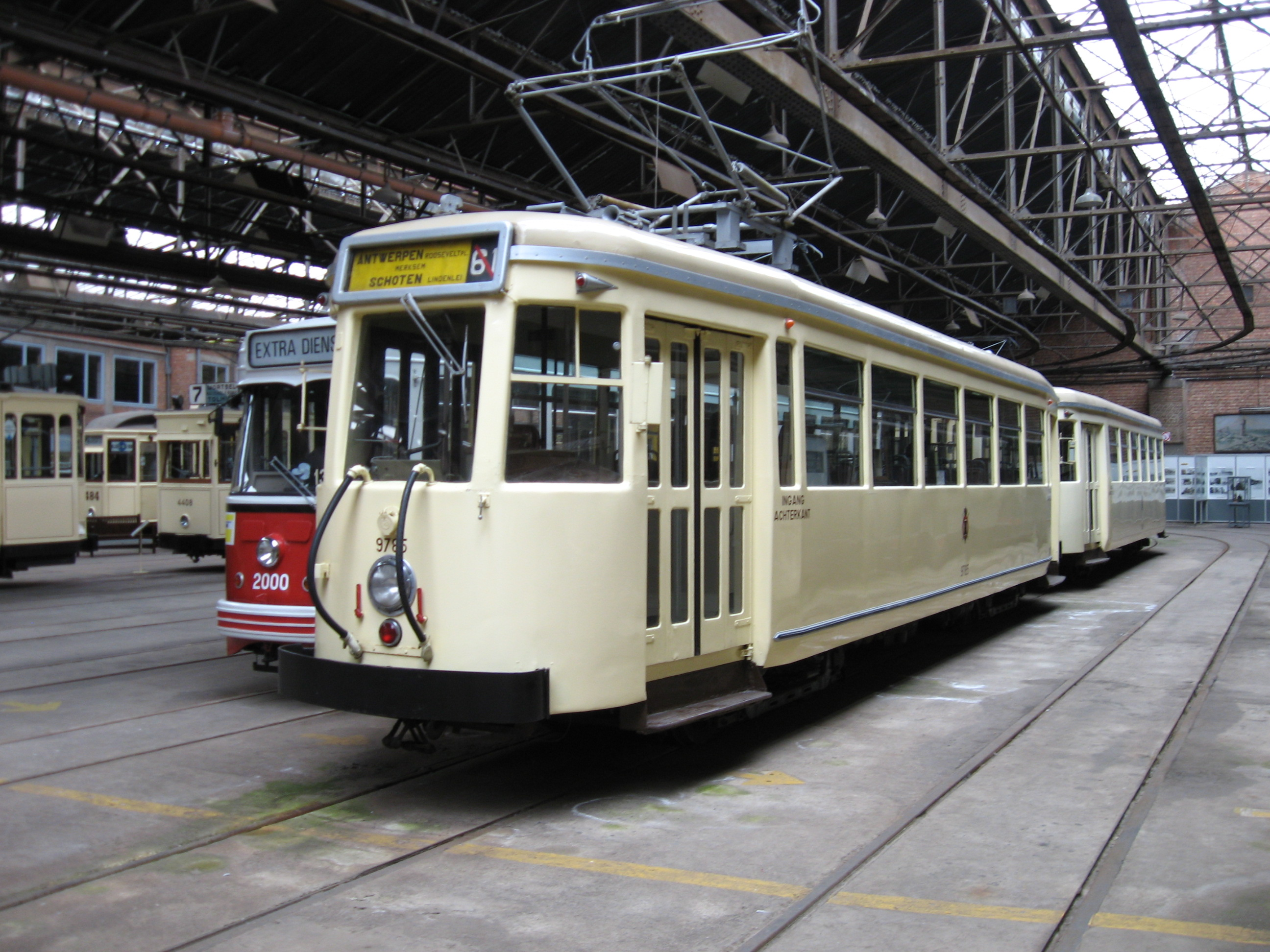
De laatste NMVB-tram (9786) die in 1968 in Antwerpen reed is bewaard gebleven in het Vlaams Tram- en Autobusmuseum.

De eindpunten van de diverse NMVB-lijnen waren aanvankelijk gelegen aan de randen van de stad. De stoomtrams en later elektrische trams uit de richting Turnhout – Oostmalle en Lier – Broechem hadden hun eindpunt te Berchem Tramplaats (Zurenborg). De tramdiensten uit de richtingen Zandvliet, Wuustwezel, Kapellen en Schoten reden tot de Paardenmarkt / Klapdorp en de tramlijnen vanaf het zuiden (Mechelen, Rumst) hadden van 1903 hun eindpunt in de Brederodestraat, bij het Zwemdok. Al voor 1900 deed de NMVB pogingen om verder de stad in te kunnen rijden opdat de passagiers minder behoefden over te stappen. Voorstellen die in 1922 en 1927 werden ingediend werden door het stadsbestuur afgewezen. In 1928 diende de NMVB opnieuw een verzoek in om de lijnen vanuit het noorden te mogen laten doorrijden tot de Middenstatie (Centraal Station). Na nog weer negatieve adviezen kreeg de NMVB uiteindelijk in 1930 toch vergunning om de elektrische tramdiensten vanuit de richtingen Brasschaat en Zandvliet / Lillo te laten doorrijden naar het centrum van de stad. Er mochten echter geen nieuwe sporen worden aangelegd en er moest gebruik worden gemaakt van bestaand tramspoor van de Tramways d'Anvers. In 1933 werd er overeenstemming bereikt. De tramlijnen vanuit Schilde en Broechem – Lier kregen hun eindpunt aan de Victorieplaats (na de oorlog Franklin Rooseveltplaats) langs de sporen van tramlijn 10. De lijnen uit het noordoosten (Kapellen – Putte, Brasschaat en Schoten) zouden langs de Noorderlaan, Noorderplaats en Italiëlei gaan rijden, om terug te keren op de Victorieplaats. De lijnen uit het noorden (Ekeren – Lillo, Oorden – Zandvliet en Kruisschanssluis; elektrificatie in 1927-1932) zouden ook langs de Noorderlaan en de Italiëlei naar het eindpunt Victorieplaats gaan. De zuidelijke lijnen van Boom – Rumst (elektrificatie in 1931-1932) zouden een eindpunt krijgen op de Comedieplaats, langs de Brederodestraat, de Leien en de Leopoldstraat, terug via de Lange Gasthuisstraat en de Sint-Jorispoort. Na goedkeuring in 1934 kon in 1935 gestart worden met de spoorwerkzaamheden. Vanaf de zomer van 1935 konden de diverse NMVB-tramlijnen doorrijden naar het stadscentrum. In november 1935 konden ook de trams vanaf de zuidkant doorrijden. In 1940 vonden nog enkele wijzigingen in de routes plaats. Tot in de jaren zestig bleven de NMVB-trams doorrijden over de sporen van de Antwerpse stadstram naar het eindpunt aan de Franklin Rooseveltplaats. In 1968 werden de laatste NMVB-trams in Antwerpen vervangen door busdiensten. Dit betrof de lijnen naar Brasschaat en Schoten.

### Trolleybus (1929-1964)

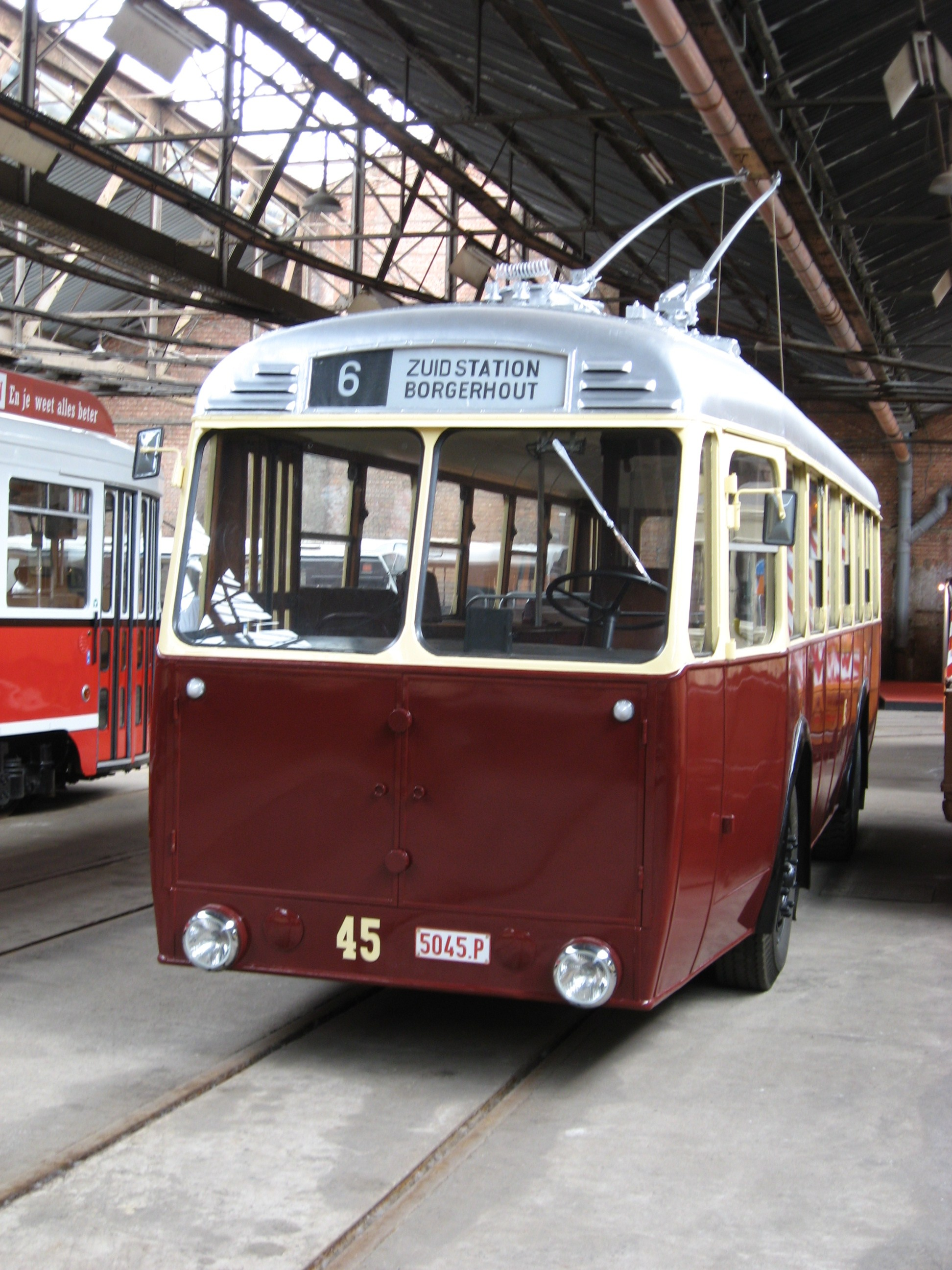
Trolleybus 45 in het Vlaams Tram- en Autobusmuseum.

Antwerpen heeft drie trolleybuslijnen gekend, die hebben gereden tussen 1929 en 1964. Lijn 13 was een proeflijn op het traject van tram 13 (Zuidstatie – Petroleum). Deze lijn reed van 1929 tot 1931, aanvankelijk in gemengde dienst met trams maar later ook even met enkel trolleybussen. De Antwerpenaren noemden deze "de Lamme van 't Zuid", vanwege het regelmatige oponthoud door treinen die de rijweg moesten kruisen.
Lijn 31 reed sinds 1933 tussen Kaai 204 en de Mexicobrug. In 1935 werd de dienst verlengd over de Noorderlaanbrug tot aan de Noorderplaats. In 1955 werd de trolleybus vervangen door een autobus om de lijn te kunnen verlengen naar het Koningin Astridplein.
Lijn 6 werd aangelegd in 1938 tussen het Zuidstation en de Gijselsstraat, langs de kaaien en de Brouwersvliet. De trolleybus verving hier tramlijn 6, die vaak gestremd werd in de kleine straatjes van Antwerpen-Noord en door het havenverkeer langs de kaaien. De lijn reed tot 30 maart 1964, toen ze vervangen werd door een autobusdienst. De Lijn had eerst een tramstelplaats Stuivenberg in de Somméstraat die later werd omgebouwd tot een trolleybusgarage.

### Premetro (sinds 1975)

Logo van de Antwerpse premetro

Huidig premetronetwerk.
In exploitatie
Gebouwd, maar niet in exploitatie

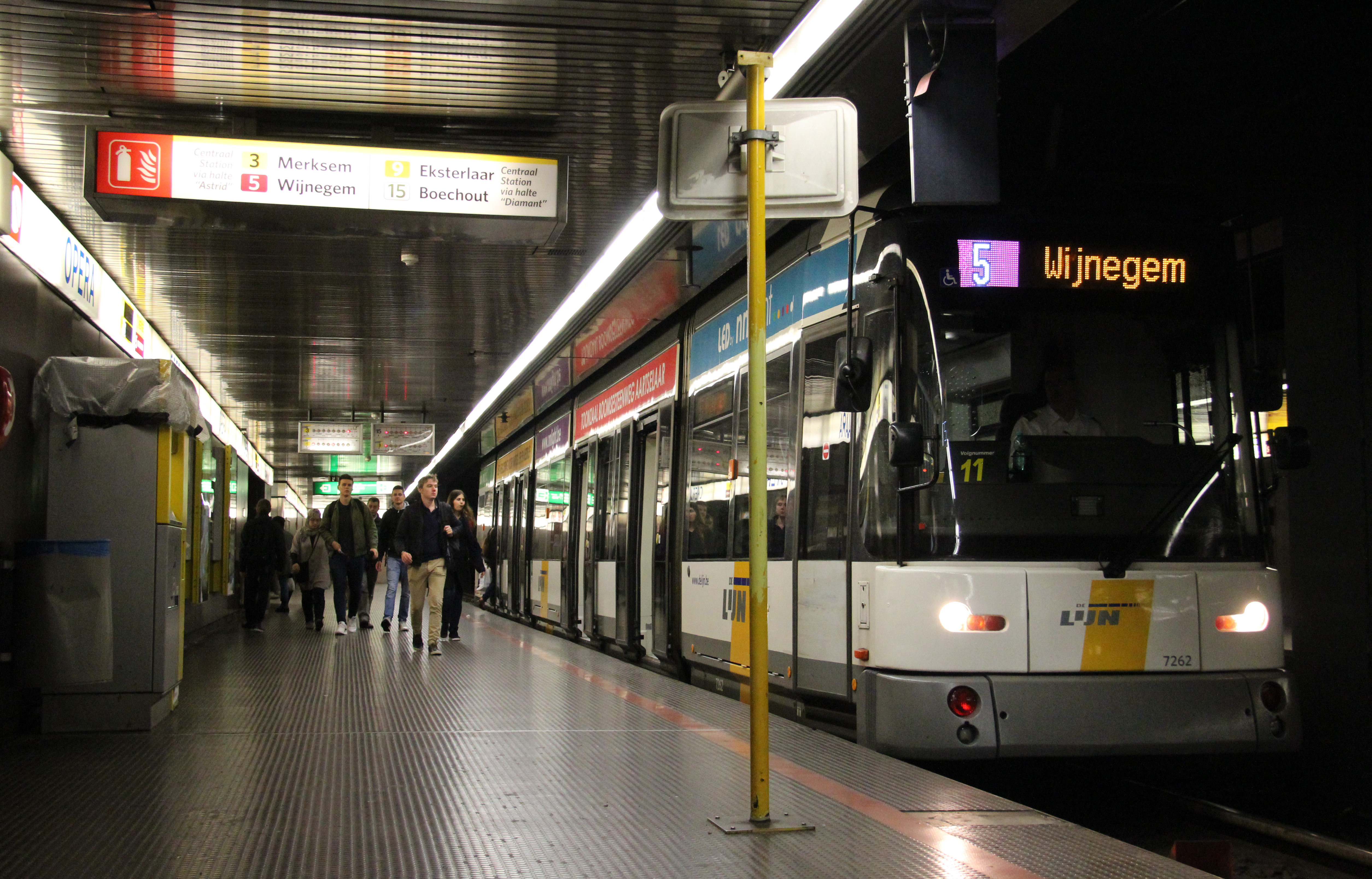
Een HermeLijn-tram in Premetrostation Opera voor de verbouwingen.

Vanaf de jaren 60 werden in Antwerpen plannen voor een metronet getekend. Eerst moesten de trams in deze tunnel rijden, maar later zouden de stations en tunnels net als in Brussel verbouwd worden voor metro-exploitatie. Dit systeem noemde men premetro. De eerste premetrotunnel van de Groenplaats tot de Keyserlei werd in 1975 geopend, met de stations Groenplaats, Meir en Opera. In 1980 werd dit deel verlengd naar de Belgiëlei met de stations Plantin en Diamant.
De grote doorbraak voor het ondergrondse reizigersvervoer kwam in 1990, met de doortrekking van de tunnel onder de Schelde naar de Linkeroever. Veel bezoekers van de Antwerpse binnenstad parkeren hun auto bij de grote parkeerplaatsen op Linkeroever en gaan met de tram naar de binnenstad. In 1996 werd de tunnel van Opera via Astrid, Elisabeth en Handel naar Schijnpoort en Sport afgebouwd en in dienst genomen door tramlijn 3. In 2007 werd ook de tunnel tussen Diamant en Astrid in gebruik genomen door tramlijn 6.
Om diverse redenen werd een groot deel van de tunnels niet direct afgebouwd en bleef in ruwbouw liggen, o.a. onder de Turnhoutsebaan en de Kerkstraat.
De plannen voor de verbouwing tot metro heeft men intussen laten vallen. In 2013 begon men met de afbouw van de tunnel onder de Turnhoutsebaan tot aan de keerlus onder de Rooseveltplaats. De tunnel die de benaming Reuzenpijp kreeg werd in 2015 in gebruik genomen door tramlijn 8 en in 2017 door tramlijn 10. Op 3 juni 2017 werd de helling op de Frankrijklei geopend en sindsdien zijn de tramlijnen 8 en 10 naar het zuiden verlengd. Vanaf 16 september 2017 reed tram 10 via de eigen helling van het Foorplein de Reuzenpijp in. Het sluitstuk van de uitbreiding volgde op 8 december 2019 met het heropenen van het tot kruisstation verbouwde premetrostation Opera na een sluiting van meer dan 3 jaar. Op dezelfde dag werden ook andere wijzigingen in het tramnet doorgevoerd waarbij tramlijn 8 weer ingekort werd tot de keerlus onder de Rooseveltplaats.

### Uitbreidingen (van 2002 tot 2012)

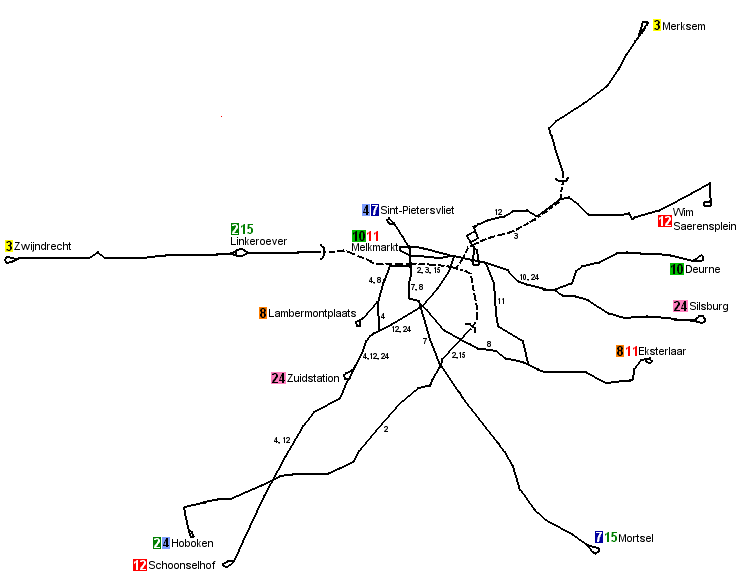
Het tramnet van Antwerpen van 2002 tot 2006.

Lijn 3 werd in 2002 tweemaal verlengd: op 16 februari werd het 4,3 km lange nieuwe stuk tussen Antwerpen-Linkeroever en Zwijndrecht – Melsele geopend, op 1 september werd de lijn met 1,6 km verlengd van Merksem naar Keizershoek. Bij beide eindpunten is een ruime en gratis parkeergelegenheid aangelegd (Park+Ride).
Op 4 maart 2006 kwam er in Antwerpen een nieuwe tramlijn bij: lijn 5 tussen het Wim Saerensplein in Deurne en de P+R aan de Katwilgweg op Linkeroever. Het traject tussen het Sportpaleis en Linkeroever legt de nieuwe tramlijn via de premetro af. Deze verandering had ook gevolgen voor tramlijnen 12 en 24: het traject van lijn 12 werd ingekort tot het stuk tussen het Sportpaleis en de keerlus Montignystraat (Zuidstation), het vroegere eindpunt van tramlijn 24. Tramlijn 24 heeft het traject naar het Schoonselhof in Hoboken van lijn 12 overgenomen.
Op 29 april 2006 werd een nieuw traject geopend over de Amerikalei tot het nieuwe eindpunt Bolivarplaats, gelegen aan het nieuwe gerechtsgebouw. Dit eindpunt werd bediend door lijn 12 tot juni 2017, die toen niet meer via de Brederodestraat reed. Volledig nieuw is deze locatie niet: tot in 1965 werd ze bediend door de lijnen 1 en 3, maar toen vormde het toenmalig Zuidstation het decor. Op 2 mei 2007 werd ook tramlijn 8 doorgetrokken van de Lambermontplaats tot het nieuwe eindpunt aan de Bolivarplaats.
Op 27 oktober 2007 werd het net uitgebreid met tramlijn 6 tussen de wijken Luchtbal (Metropolis, de latere Kinepolis) en Kiel (Olympiadepoort). Nieuwe infrastructuur werd er voor de lijn niet gebouwd, aangezien deze bijna volledig parallel loopt met andere tramlijnen. Enkel het spoor over de Groenendaallaan was oorspronkelijk slechts in dienst voor in- en uitrukkende trams van en naar de stelplaats "Punt aan de Lijn". Tramlijn 6 maakt tussen de stations Sport en Plantin gebruik van de premetrotunnels en werd zo de twaalfde tramlijn en de vijfde premetrolijn van Antwerpen.
Op 15 mei 2009 werd tramlijn 8 over de Dascottelei en de Herentalsebaan doorgetrokken naar Deurne Silsburg, de eindhalte van lijn 24. Drie jaar later (in 2012) zou tramlijn 8 opgaan in tramlijn 4.

#### Brabo I (2009-2012)
De tramverlengingen naar Wijnegem en Boechout uit het Masterplan, evenals de bouw van een nieuwe tramstelplaats in Deurne aan de August van de Wielelei werden opgenomen in het PPS-project Brabo I.
Eind 2009 begonnen de werken aan de tramlijn naar Wijnegem, maar in mei 2011 werden de werken geschorst na een beslissing van Raad van State na een klacht van buurtbewoners die vonden dat het sluipverkeer dat zou kunnen ontstaan ten gevolge van de wijzigingen aan de wegindeling onvoldoende was bestudeerd. Begin juni 2011 werden de werken echter gedeeltelijk hervat nadat de BAM een minnelijke schikking had getroffen met de stedenbouwkundige inspectie.
Op 14 april 2012 werd de nieuwe trambaan in gebruik genomen en werden lijnen 5 en 10 verlengd tot aan Wijnegem Fortveld, vlak voor het centrum. In een tweede fase zou deze tramlijn nog eens verlengd worden tot de grens van Wijnegem en Schilde, waar de Houtlaan samenkomt met de (oude) Turnhoutsebaan, maar zo'n verlenging zou een nieuwe brug over of tunnel onder het Albertkanaal vereisen. Naast de verlenging van de tramlijnen zelf, werd in Deurne ook een tramstelplaats in gebruik genomen, op het terrein van het vroegere Fort 1 tegenover de Makro. Hierdoor heeft het Antwerpse tramnet vanaf begin oktober 2018 drie stelplaatsen:
- Stelplaats Hoboken (Loods 128),
- Stelplaats Luchtbal (Loods 130) (ook wel Punt aan de Lijn genoemd, tevens "Centrale Werkplaats"),
- Stelplaats Deurne (Loods 133).

Op 13 augustus 2012 werd lijn 15 verlengd naar Boechout. Het eindpunt is een keerlus aan de noordoostkant van het kruispunt van de Liersesteenweg met de Borsbeeksesteenweg.

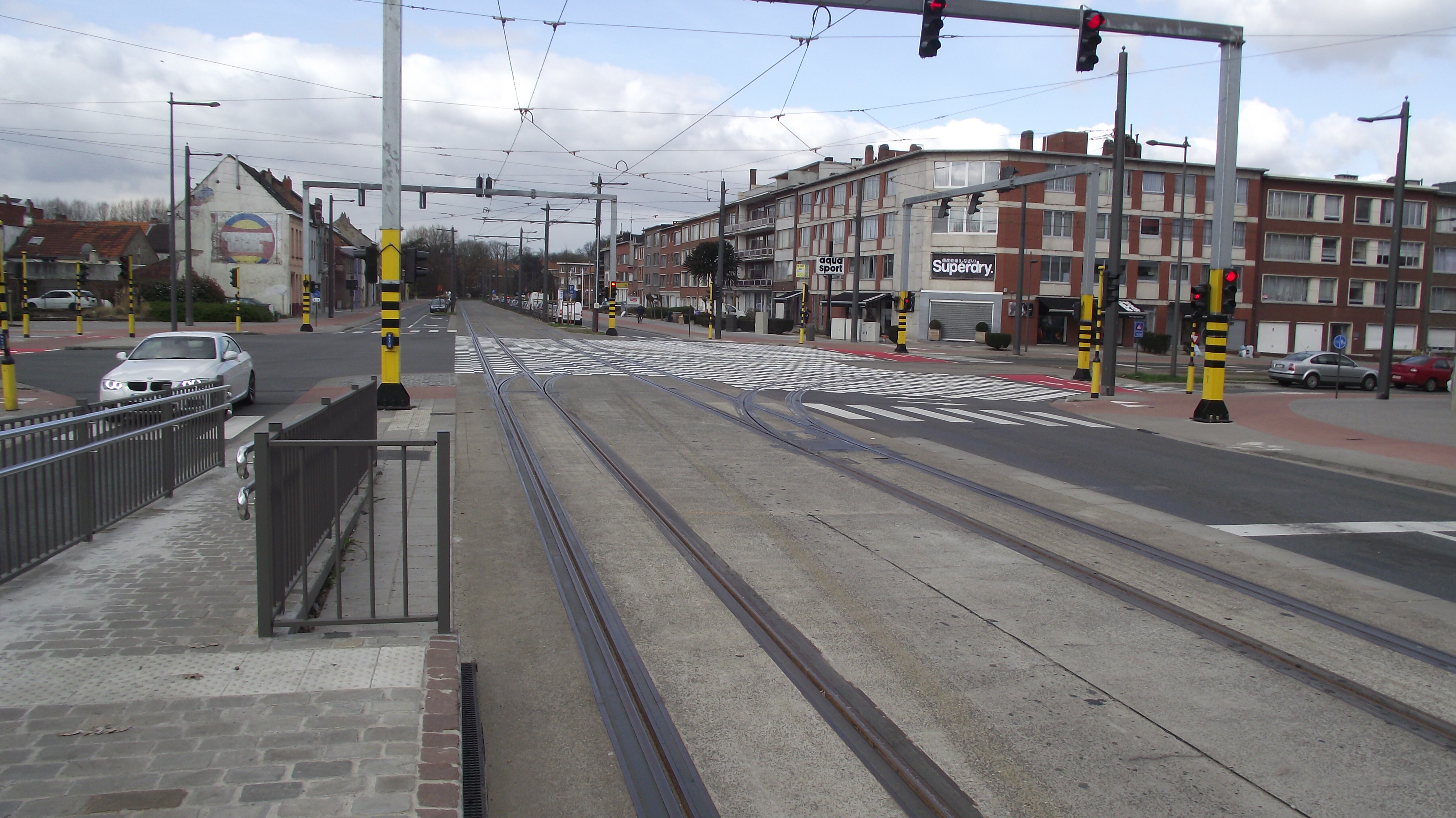
De nieuwe spoordriehoek bij de halte Ruggeveld waar de lijnen 5 en 10 samenkomen.
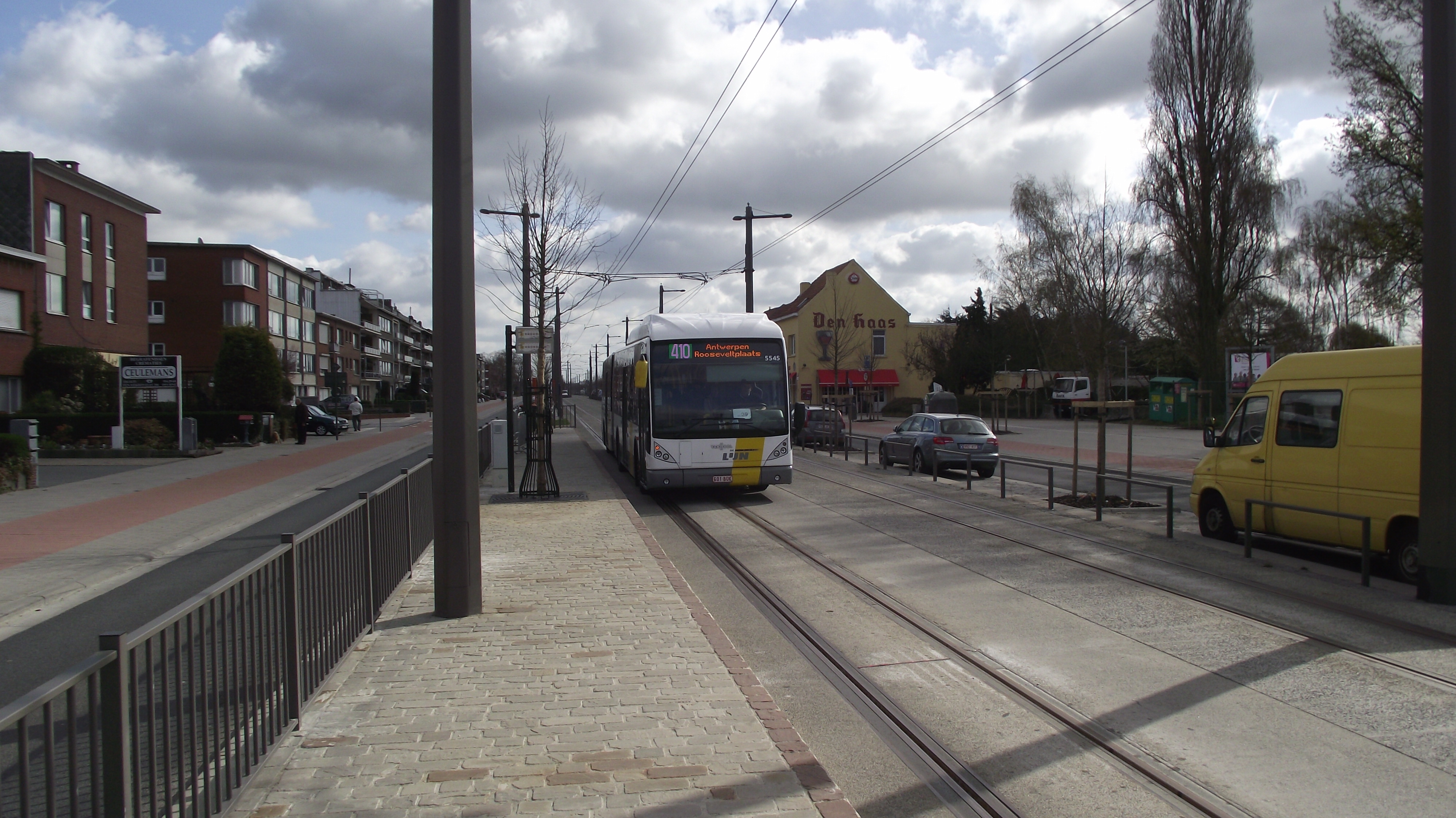
Nieuwe halte Ruggeveld tijdelijk enkel in gebruik als bushalte.
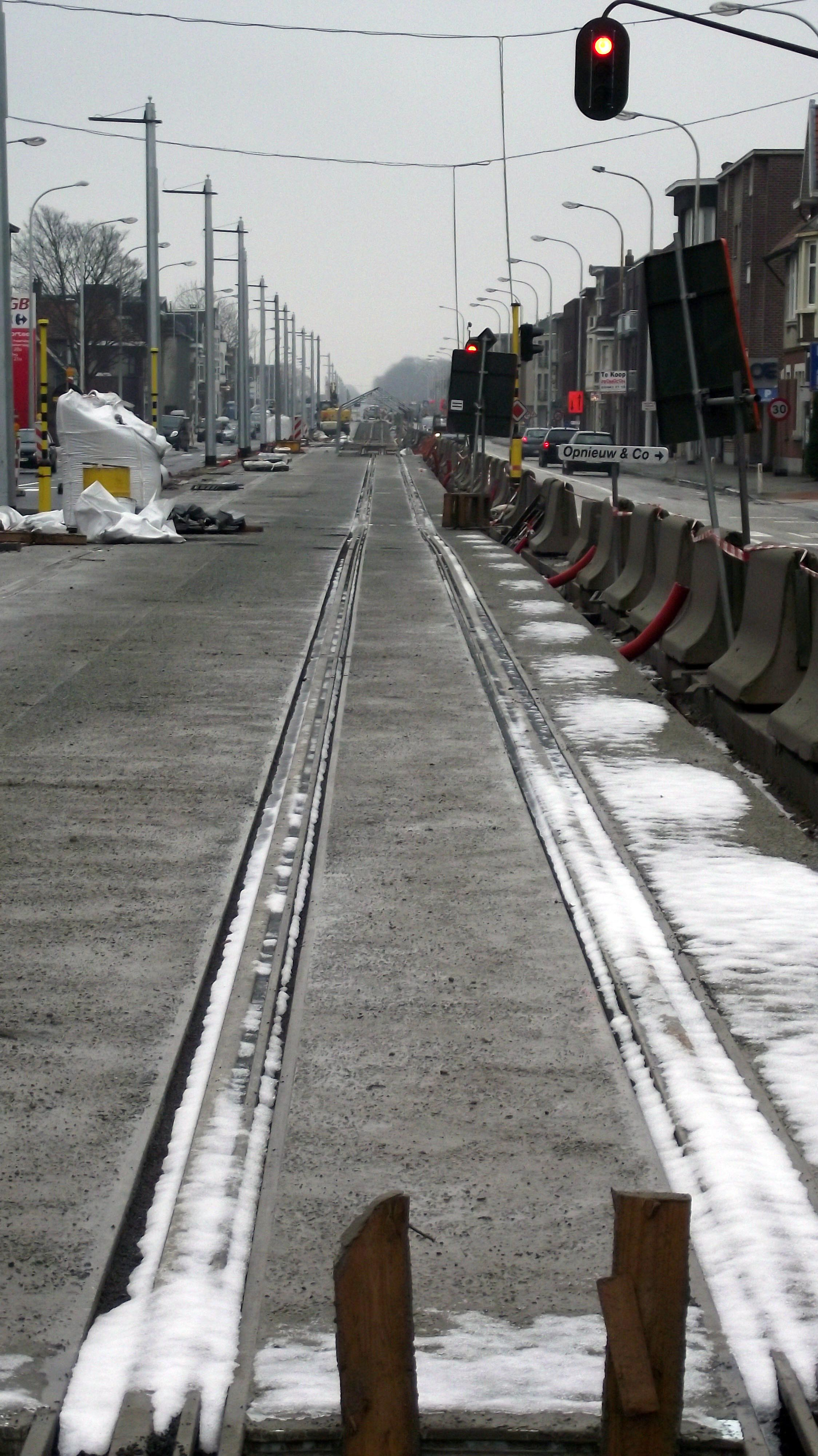
Verlenging van Mortsel naar Boechout. Hier op de Liersesteenweg (dec 2010).
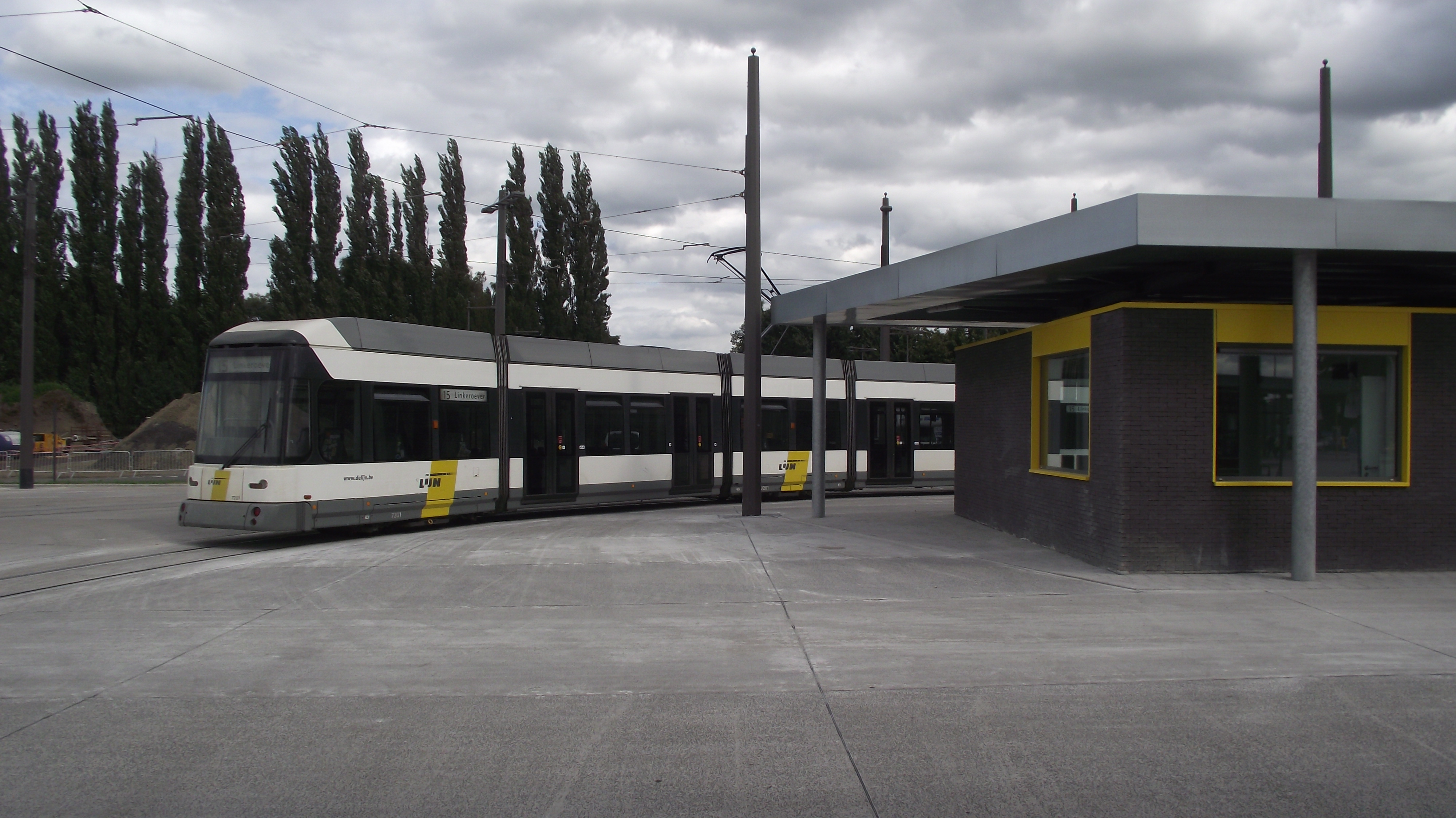
Keerlus sinds 13 augustus 2012 in gebruik in Boechout.

Op vrijdag 31 augustus 2012, net vóór de veranderingen op 1 september, telde het tramnet van Antwerpen de volgende lijnen:
| Lijn | Traject                                                  | Lengte  | Ritduur* | Gemiddelde snelheid* | Reizigers* (2000) | Reizigers* (2005) | Reizigers** (2010) |
| ---- | -------------------------------------------------------- | ------- | -------- | -------------------- | ----------------- | ----------------- | ------------------ |
|      | Linkeroever (P&R) - Hoboken (Kioskplaats)                | 12,4 km | 38 min   | 20 km/u              | 6,07M             | 10,27M            | 12,8M              |
|      | Zwijndrecht (Melsele Krijgsbaan) – Merksem (Keizershoek) | 14,5 km | 40 min   | 22 km/u              | 4,59M             | 23,9M             | 31,4M              |
|      | Sint Pietersvliet – Hoboken (Kioskplaats)                | 7,6 km  | 31 min   | 15 km/u              | 2,23M             | 3,89M             | 4,7M               |
|      | Wijnegem – Linkeroever (P&R)                             | 13,5 km | 37 min   | 26 km/u              | n.v.t.            | n.v.t.            | 9,8M ***           |
|      | Luchtbal (Kinepolis) – Olympiade                         | 9,7 km  | 35 min   | 17 km/u              | n.v.t.            | n.v.t.            | 6,3M ***           |
|      | Sint Pietersvliet – Mortsel (Gemeenteplein)              | 7,7 km  | 28 min   | 17 km/u              | 2,56M             | 4,3M              | 6,5M               |
|      | Bolivarplaats – Deurne (Silsburg)                        | 7,6 km  | 31 min   | 15 km/u              | 3,01M             | 5,89M             | 8.9M ***           |
|      | Melkmarkt – Wijnegem                                     | 8,7 km  | 30 min   | 17 km/u              | 2,78M             | 4,32M             | 5,1M               |
|      | Melkmarkt – Deurne (Eksterlaar)                          | 6,1 km  | 27 min   | 14 km/u              | 2,74M             | 4,25M             | 5,3M               |
|      | Sportpaleis – Bolivarplaats                              | 5,8 km  | 26 min   | 13 km/u              | 4,71M             | 7,79M             | 4,2M ***           |
|      | Linkeroever (P&R) – Boechout (P&R Capenberg)             | 11 km   | 39 min   | 20 km/u              | 5,39M             | 9,68M             | 13,1M              |
|      | Hoboken (Schoonselhof) – Deurne (Silsburg)               | 12 km   | 50 min   | 15 km/u              | 3,52M             | 5,53M             | 11,9M ***          |

* Ritduur en gemiddelde snelheid volgens dienstregeling. Aantallen reizigers volgens cijfers stad Antwerpen (zie externe links).

** Bron: zie externe links. De Antwerpse trams vervoerden in 2010 120M passagiers (v.d. 547M in Vlaanderen of 208M in de provincie Antwerpen).

*** Trajectverandering tov. cijfers 2005

De lijnen 2, 3, 5, 6 en 15 maakten gebruik van de premetrotunnel onder de binnenstad en uitgezonderd lijn 6 ook van de tunnel onder de Schelde, zie ook Antwerpse premetro.

### Het tramnet van 1 september 2012 tot 1 september 2023

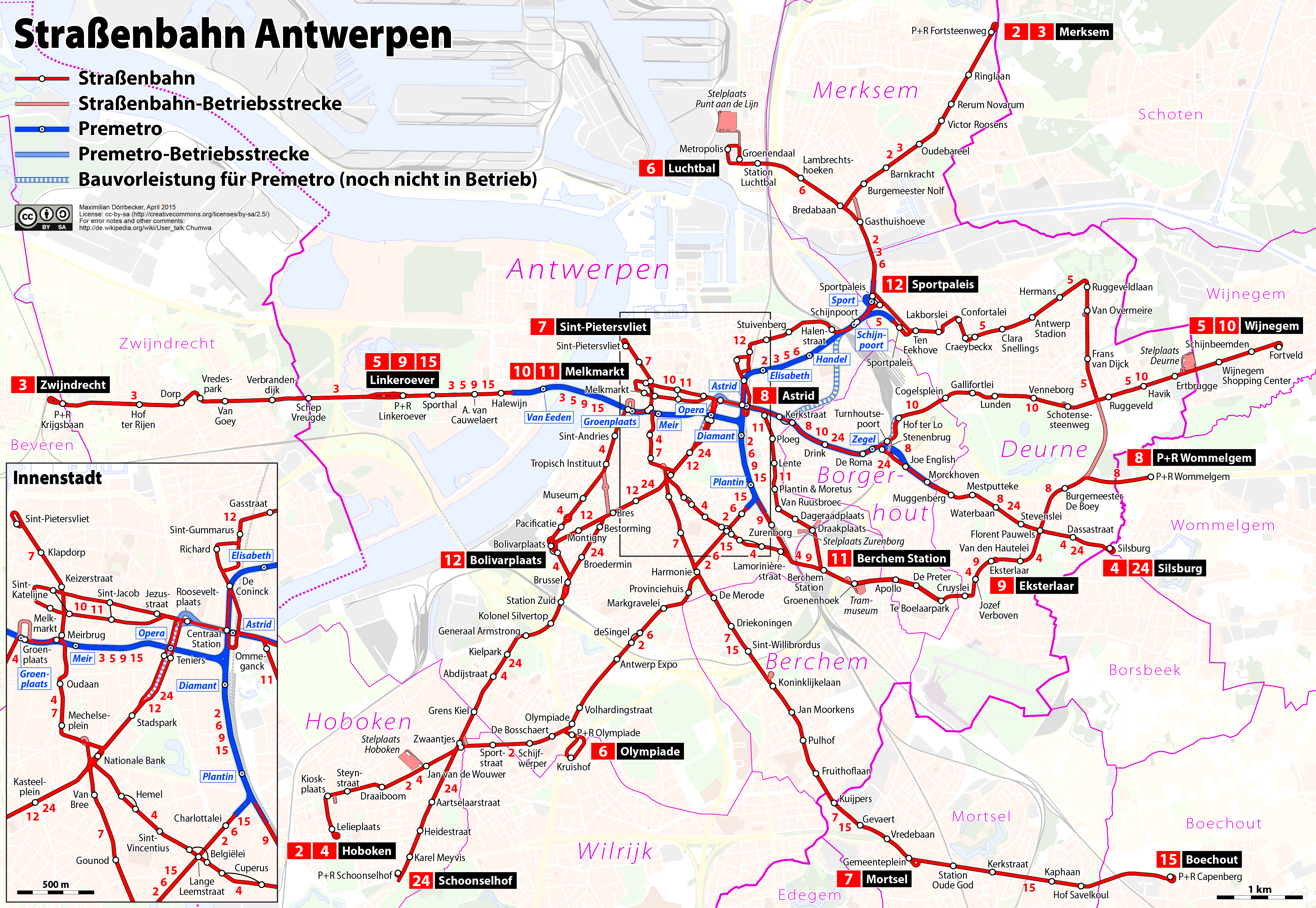
Het Antwerpse tramnet in 2015.

Op 1 september 2012 werden verschillende tramlijnen verlegd, samengevoegd en/of afgeschaft. Een nieuwe tramlijn 9 werd in gebruik genomen: deze gebruikt de tunnelomleidingsroute van lijn 11, die op haar beurt werd ingekort tot station Berchem. De verkorte lijnen 4 (Hoboken – Marnixplaats) en 8 (Groenplaats – Silsburg) kregen hetzelfde nummer 4 in afwachting tot hun samenvoeging in 2013. Lijn 2 werd verlegd van Linkeroever naar Merksem, zodat er bij de ondergrondse spoordriehoek bij het Centraal Station op elke zijde van de driehoek twee lijnen reden en op de aansluitende tunneltrajecten vier lijnen.
Tevens was er een reorganisatie van de streeklijnen, waarbij de bussen van de zuidoostelijke stukken van de Antwerpse agglomeratie (Lier, Boechout, Kontich, …) aansluiting geven op de tramlijnen 7 en 15 en eindigen bij station Berchem en niet meer doorrijden naar de centrale Rooseveltplaats. Hierdoor rijden er geen bussen meer langs de hele gezamenlijke route van de tramlijnen 7 en 15. In Merksem volgen de streeklijnen 640, 642 en 650 nu een andere route door Merksem, zodat ze niet meer langs de tramroute over de Bredabaan rijden. Alleen de streekbuslijnen vanuit Schoten rijden nog op hun oude Bredabaanroute tot de Rooseveltplaats in Antwerpen.
| Lijn | Traject                                                      | Lengte  | Ritduur* | Gemiddelde snelheid* |
| ---- | ------------------------------------------------------------ | ------- | -------- | -------------------- |
|      | Merksem (Keizershoek P&R) – Hoboken (Kioskplaats)            | 14,2 km | 48 min   | 18 km/u              |
|      | Zwijndrecht (Melsele Krijgsbaan) – Merksem (Keizershoek P&R) | 14,2 km | 38 min   | 22 km/u              |
|      | Hoboken (Kioskplaats) – Silsburg                             | 14,6 km | 62 min   | 14 km/u              |
|      | Wijnegem – Linkeroever (P&R)                                 | 13,5 km | 39 min   | 21 km/u              |
|      | Luchtbal (Kinepolis) – Olympiade                             | 10,2 km | 34 min   | 18 km/u              |
|      | Sint Pietersvliet – Mortsel (Gemeenteplein)                  | 7,7 km  | 29 min   | 16 km/u              |
|      | Linkeroever (P&R) – Deurne (Eksterlaar)                      | 9 km    | 25 min   | 22 km/u              |
|      | Wijnegem – Melkmarkt                                         | 8,5 km  | 30 min   | 17 km/u              |
|      | Melkmarkt – Berchem Station                                  | 4,2 km  | 19 min   | 13 km/u              |
|      | Sportpaleis – Bolivarplaats                                  | 5,9 km  | 26 min   | 14 km/u              |
|      | Linkeroever (P&R) – Boechout (P+R Capenberg)                 | 13,9 km | 44 min   | 19 km/u              |
|      | Hoboken (Schoonselhof) – Deurne (Silsburg)                   | 12,3 km | 48 min   | 15 km/u              |

* Ritduur en gemiddelde snelheid volgens dienstregeling.

#### Lijn 4 tijdens werken Nationalestraat
Op 2 mei 2012 werd het tramverkeer in de Nationalestraat onderbroken: de lijnen 4 en 8 werden hierbij ingekort tot respectievelijk de Marnixplaats en de Groenplaats. Door deze werken kon lijn 4 op 1 september 2012 nog niet volgens de geplande route rijden. Hierdoor bestond deze bij invoering van het hertekende tramnet uit twee aparte delen: een zuidelijke lijn 4 Hoboken – Marnixplaats en een oostelijke lijn 4 (Groenplaats – Silsburg).
Op 9 februari 2013 werden via een omweg langs De Leien en de Nationale Bank de beide delen samengevoegd tot de lange lijn 4 (Hoboken – Silsburg). Tot de afwerking van de Nationalestraat volgde elke richting een eigen parcours: de tram richting Silsburg maakte een ommetje langs de Groenplaats, terwijl de tram richting Hoboken rechtstreeks vanaf de Nationale Bank via de Leien naar Hoboken reed.
Sinds 30 maart 2013 rijdt lijn 4 (Hoboken – Silsburg) opnieuw via de Nationalestraat. Lijn 12 werd tijdelijk verlengd van de Bolivarplaats naar de Groenplaats, maar om de stiptheid van het net te verbeteren werd deze lijn op 6 mei 2013 opnieuw ingekort tot de Lambermontplaats. Hierdoor reden er van mei 2013 tot december 2014 geen trams meer tussen de Lambermontplaats en de Kronenburgstraat.

#### Pegasusplan / LIVAN I (2013-2015)

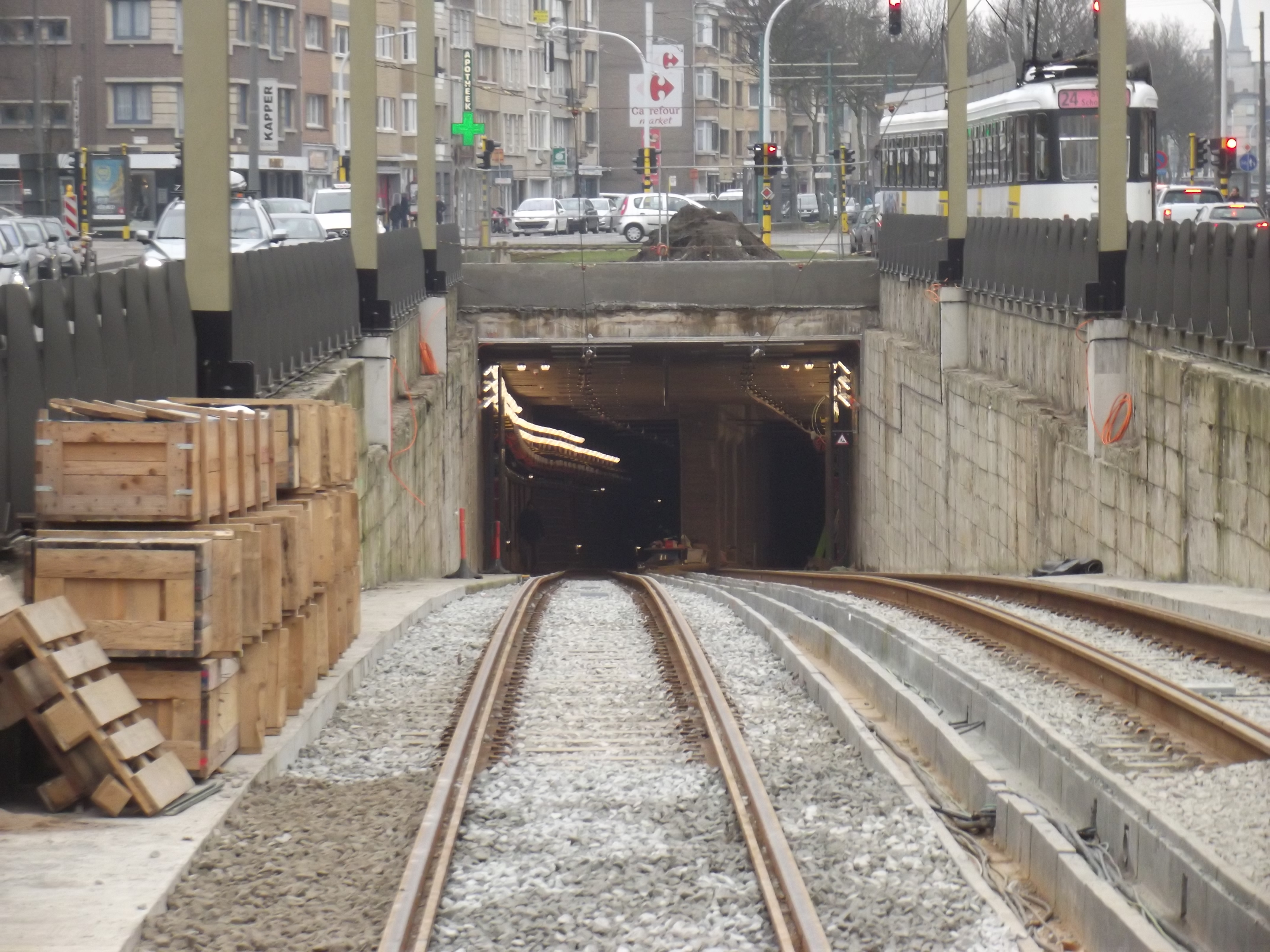
Toegang tunnel in februari 2015.

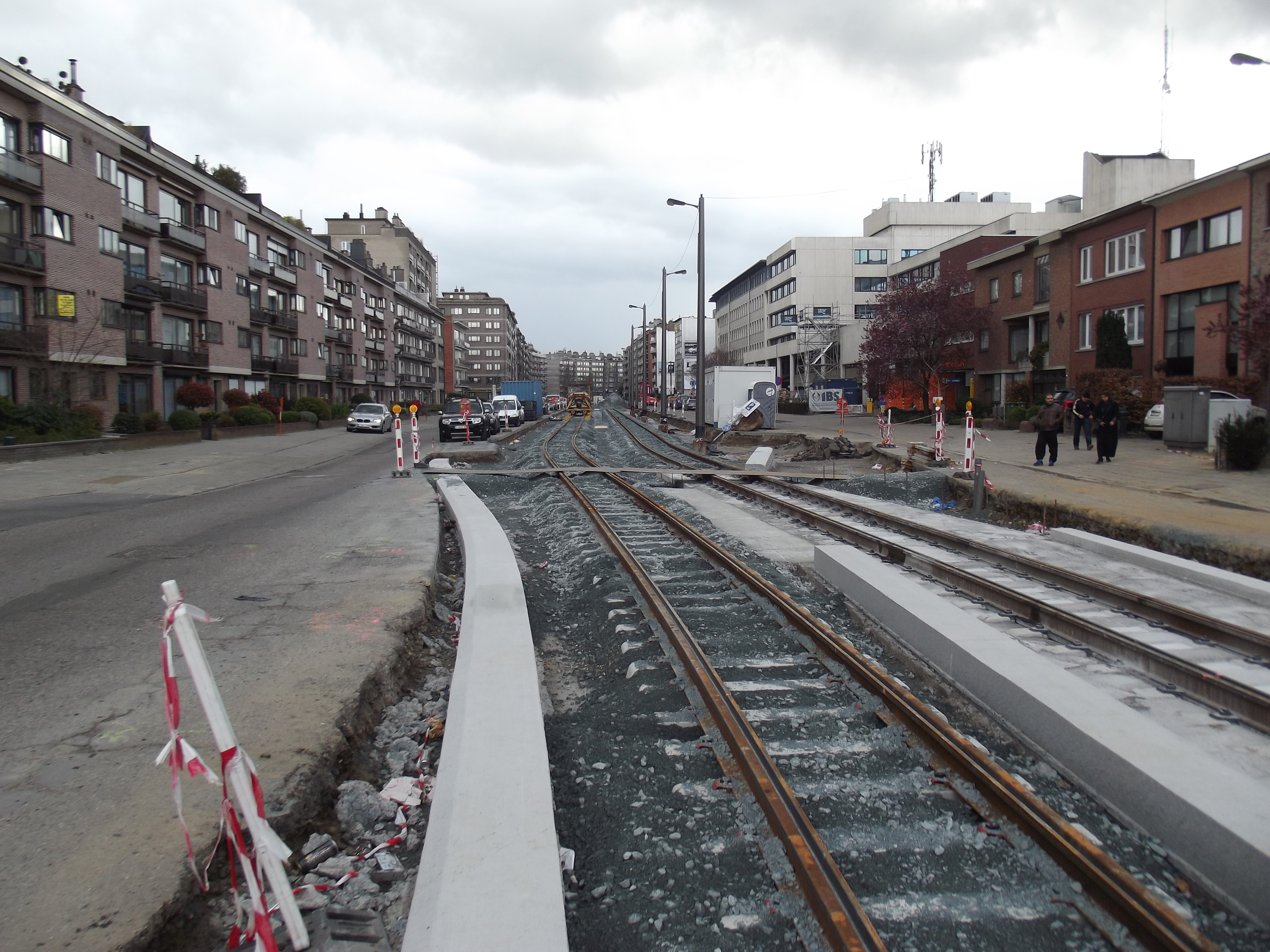
Aanleg van tramsporen in de Florent Pauwelslei.

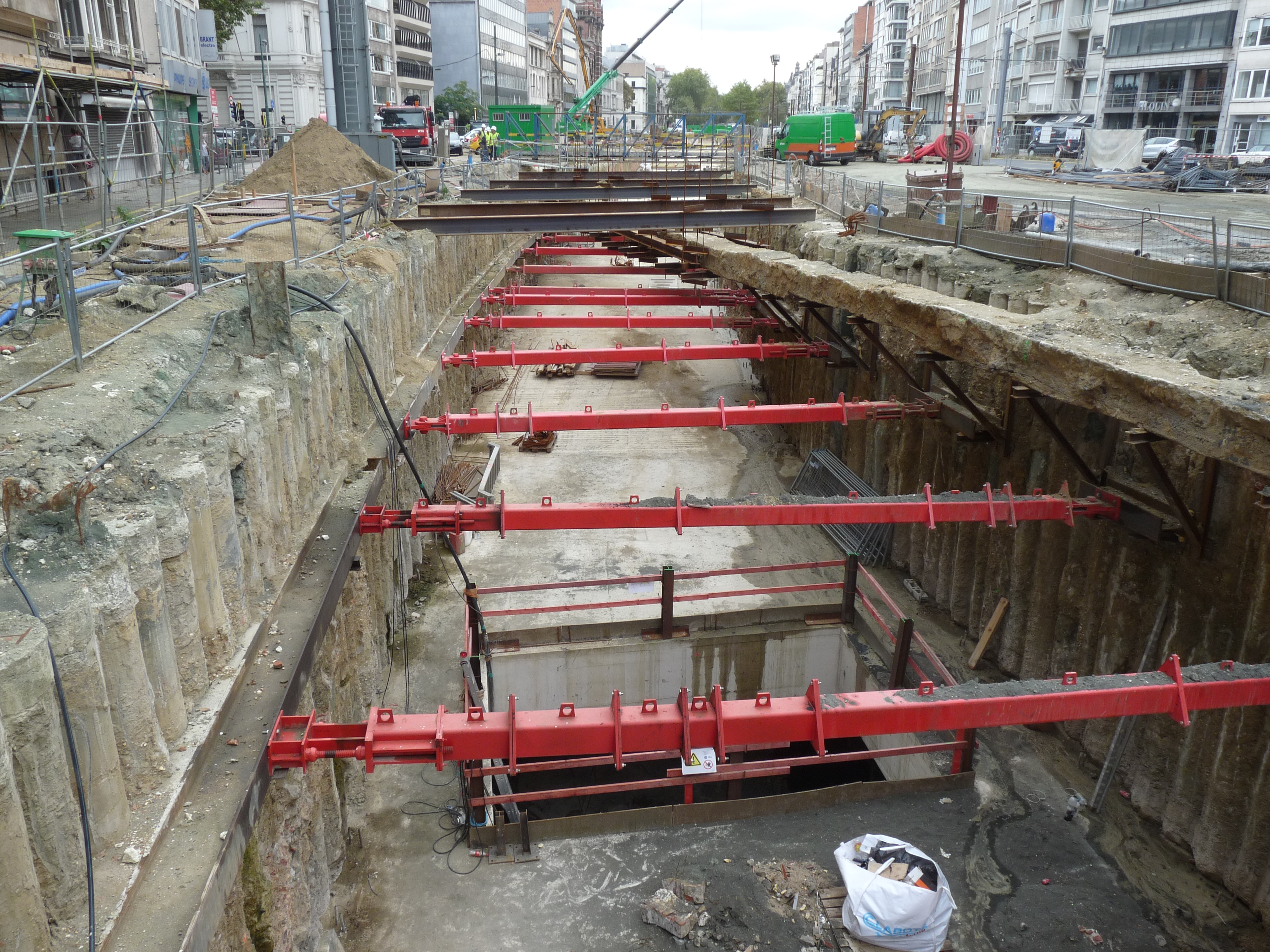
Aanleg van de verlenging van de premetrotunnel en tramhelling in de Frankrijklei.

Het Pegasusplan heeft als belangrijkste onderdeel in Antwerpen de ingebruikname van de Reuzenpijp, dit was de ongebruikte premetrotunnel onder de Turnhoutsebaan te Borgerhout. Via een helling op de Herentalsebaan wordt deze tunnel in Deurne aangesloten op het bestaande traject van lijn 24 en wordt lijn 8 vanaf de halte Florent Pauwels doorgetrokken naar de P+R Wommelgem. De bovengrondse tramverbinding op de Turnhoutsebaan blijft behouden, aangezien in dit plan enkel de openstelling van Premetrostation Zegel voorzien is. Dit maakt van de nieuwe ondergrondse verbinding, voorlopig een echte sneltramlijn. De werken voor deze nieuwe tramverbinding zijn in maart 2013 begonnen en in september 2014 afgerond. Na een testperiode is de nieuwe tramlijn 8 op 18 april 2015 in gebruik genomen. Deze rijdt in eerste instantie tussen Wommelgem P+R en premetrostation Astrid. Streekbuslijnen 420, 421, 422, 423 rijden sindsdien niet meer door tot de Rooseveltplaats, maar eindigen nu bij Station Antwerpen-Berchem.
Sinds 18 april 2017 rijdt ook tramlijn 10 door de Reuzenpijp naar station Astrid. Om de bediening van de Melkmarkt te verzekeren, werd lijn 24 in twee stukken geknipt: een van het Schoonselhof naar het Koningin Astridplein, de tweede (met dezelfde nummer maar een andere lijnkleur) van Silsburg naar de Melkmarkt. Het Antwerpse tramnet bestond tussen 18 april 2017 en 3 juni 2017 uit veertien lijnen, waarvan acht premetrolijnen. Daarna telde het tramnetwerk weer 13 tramlijnen na de van lijn 24 tussen het Schoonselhof en het Koningin Astridplein.

#### Brabo II (2014)

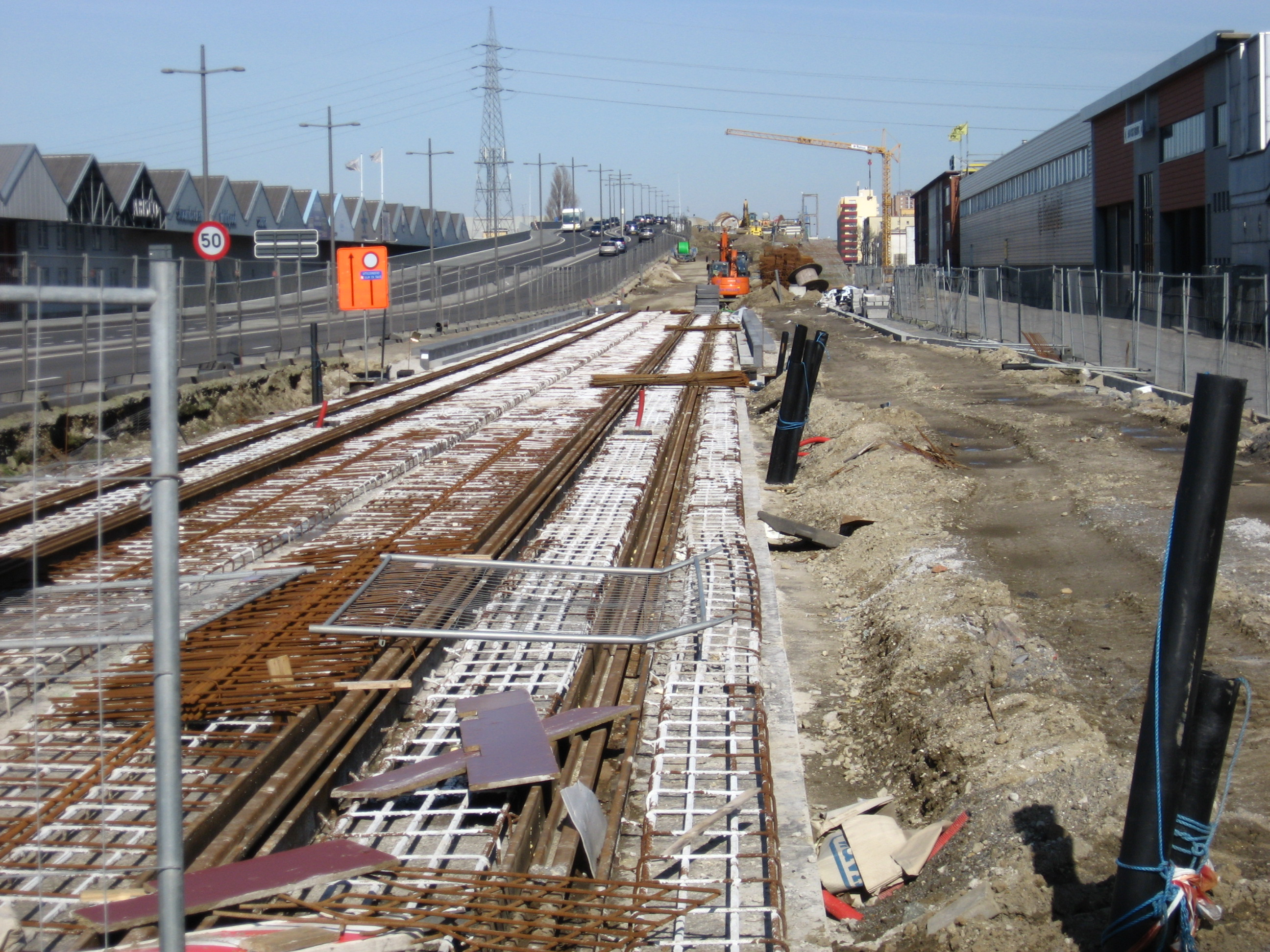
Tramsporen op de Noorderlaanbrug in aanbouw.

Begin 2014 werd gestart met de aanleg van tramsporen in de Brusselstraat in het kader van het Brabo II-project. Die werden op 6 december 2014 in gebruik genomen, zodat tram 4 na het traject tussen de Bolivarplaats en de Kronenburgstraat langs deze weg verder kan rijden richting Hoboken. Tramlijn 12 werd hierbij zoals voor 30 maart 2013 terug tot de Bolivarplaats ingekort.

#### Noorderlijn (2014-2019)
Het vervolg van het Brabo II-project werd beter bekend als het Noorderlijn-project, en omvatte een hele reeks tramverlengingen in het noorden van de stad. Het was de bedoeling dat ze uiterlijk in 2018 gerealiseerd zouden worden, maar uiteindelijk werd pas eind 2019 het volledige project voltooid. Het project omvatte volgende tramuitbreidingen:
- Van 2015 tot 2017 werd het traject Sint-Pietersvliet – Rijnkaai – Havenhuis voltooid. Tramlijn 7 rijdt sinds 5 augustus 2017 tot de halte MAS aan de Bataviastraat.[7]
- Van 2016 tot 2018 werden de Noorderleien heraangelegd mét een vrije trambaan voor tramlijn 1. De tramhelling op de Frankrijklei is op 3 juni 2017 in gebruik genomen.
- Van 2016 tot 2019 werden de trambaan naar de Havanastraat (tramlijnen 1 en 6) en de trambaan op het Eilandje (tramlijn 7) aangelegd. Sinds 3 juni 2017 rijdt tramlijn 6 tot P+R Luchtbal aan de Havanastraat. Sinds 8 december 2019 rijdt tramlijn 1 vanaf Zuid eveneens tot P+R Luchtbal.

Oorspronkelijk was de bouw van een tramverbinding naar Ekeren – Leugenberg gepland voor 2007-2012. Omdat er geen overeenstemming was over het traject in het centrum van Ekeren werd het plan beperkt tot 'De Mieren' (net voor het centrum van Ekeren), en werd een aftakking naar het Eilandje in de plannen opgenomen. Er kwamen tramsporen van de Sint-Pietersvliet over de Rijnkaai Zuid en de Amsterdam- en Londenstraat tot de Noorderplaats, met een aftakking langs de Kattendijkdok-Oostkaai naar het nieuwe Havenhuis. In 2010 werden op de vernieuwde Noorderlaanbrug reeds tramsporen gelegd en de verlichtingspalen werden voorzien op een bovenleiding.
In 2013 werd, na klachten van het nieuwe districtsbestuur in Ekeren, ook nog besloten om het traject Havanastraat – De Mieren te laten vallen. Eind 2013 werden de plannen officieel voorgesteld, samen met de plannen voor het Operaplein en de vernieuwde Noorderleien. Op 24 februari 2014 begonnen de eerste nutswerken, tegen het einde van dat jaar zouden de eigenlijke werken moeten starten.
Op 3 juni 2017 is de tramhelling op de Frankrijklei in gebruik genomen als voorbereiding op de grote knip van de Leien ter hoogte van het Operaplein op 5 juni, waarbij bovengronds een tijd lang geen tram meer langs dit plein kon rijden. Tramlijn 8 reed tijdelijk vanaf het premetrostation Astrid via de Leien verder naar de Bolivarplaats en het Zuidstation, tramlijn 10 rijdt verder langs de Brederodestraat en het Kiel naar het Schoonselhof, waarbij die het traject van tramlijn 24 overnam. Tramlijnen 12 en 24 reden nu vanaf het Koningin Astridplein naar de Melkmarkt. Vanaf 1 september 2017 reed tramlijn 10 terug door het centrum van Deurne om dan via de helling van het Foorplein de premetro in te duiken.

#### Tramlijn 70
In 2018 zou tramlijn 7 vanaf het Eilandje via de Londenbrug en de Noorderlaan een tijdlang tot aan de Havanasite alias Luchtbalkazerne verlengd worden. Dit werd uiteindelijk een tijdelijke tramlijn 70 die vanaf 15 september 2018 tot en met 7 december 2019 het traject tussen het Eilandje en P+R Luchtbal aflegde.

#### Opening tramlijn 1
Op zondag 8 december 2019 werd tramlijn 1 van overstappunt Zuid naar P+R Luchtbal in dienst genomen en werd tramlijn 70 opgeheven. Tramlijn 24 rijdt vanaf die dag via een nieuw traject tot het Havenhuis en niet meer naar de Melkmarkt. De buslijn 1 werd buslijn 14. Buslijnen 13 en 14 rijden niet meer tot de Noorderplaats, maar zijn ingekort tot Opera, omdat de bediening tot Noorderplaats is overgenomen door tramlijnen 1 en 24. Tramlijn 8 is ingekort tot Astrid en gebruikt de ondergrondse tramkeerlus, waarbij het traject tot Zuid overgenomen is door tramlijn 1. Het tramtraject van het MAS via de Londenbrug tot de halte Londen van de voormalige tramlijn 70 wordt niet meer bediend, de tramsporen blijven echter in dienst voor omleidingen en remiseritten. Daardoor wordt de halte Amsterdam niet meer door trams bediend. Op donderdag 9 juni 2022 werd de halte ZNA Cadix op het traject van tramlijn 1 geopend.

#### Linkeroever (2020-2022)
Op Linkeroever werd tussen de uitgang van het premetrostation Van Eeden en Zwijndrecht op de Blancefloerlaan wegens geregelde verzakkingen een nieuwe trambaan aangelegd. Deze werd in het verlengd weekend van zaterdag 30 oktober tot en met maandag 1 november 2021 op het tramnet aangesloten. Omdat de ondergrond van de Antwerpse Linkeroever op de veengrond van de Borgerweertpolder uit inklinkende veengronden bestaat, werd de nieuwe trambaan aangelegd als een soort brug op zo'n 2200 palen met een paallengte van zo'n 8 tot 11 meter diep tot op de vaste ondergrond. Op dinsdag 2 november 2021 werd de tramlijn op de Linkeroever weer voor het publiek geopend.
Op maandag 17 januari 2022 werd de vroegere tramhalte Schep Vreugde voorzien van keerlussen voor de tramlijnen 5 en 9 (die met een halte verlengd werden) en heropend met de naam P+R Linkeroever. De voormalige tramhalte P+R Linkeroever (waar de keerlus voor tramlijn 15 behouden bleef) kreeg de naam Regatta.

#### Inkorting tramlijnen 2 en 4
Op maandag 13 juni 2022 werd tramlijn 2 vanaf Merksem naar Hoboken ingekort tot de eveneens in het district Hoboken gelegen halte Zwaantjes. Dit wegens de slechte staat van de tramsporen op de Antwerpsesteenweg in Hoboken tussen de Zwaantjes en de Kioskplaats. Deze inkorting zou tijdelijk zijn tot dat daar de tramsporen vernieuwd zijn. Een jaar later werd op zaterdag 1 juli 2023 ook tramlijn 4 tot de halte Zwaantjes ingekort. Er is een pendelbus tussen de Zwaantjes en de voormalige eindhalte Lelieplaats in Hoboken ingericht. Van vrijdag 1 september 2023 tot zondag 29 oktober 2023 was tramlijn 4 ingekort tot het traject Zwaantjes - Groenplaats wegens werken op het kruispunt van de Belgiëlei met de Lange Leemstraat.

#### Verdwijnen keerlus Eksterlaar
Op maandag 7 november 2022 werd de keerlus Eksterlaar buiten werking gesteld. Tramlijn 4 werd ingekort tot de keerlus Groenenhoek en tramlijn 9 werd verlengd naar de keerlus Silsburg. Er wordt een nieuwe keerlus aangelegd ter hoogte van de Sint-Jozefskerk aan de Boekenberglei in Deurne. Er was ook een controverse rond de nieuwe keerlus omdat de wekelijkse markt en een aantal bomen moesten verdwijnen, maar aan de hiertegen ingediende bezwaren werd niet tegemoetgekomen.

#### Heraanleg stadslus Melkmarkt en sluiting tramlijn 11
Op maandag 7 november 2022 werd de stadskeerlus Melkmarkt gesloten voor de heraanleg van de sporen. Daardoor niet bediende haltes zijn: Jezusstraat, Sint-Jacob, Sint-Katelijne en Melkmarkt. Sinds maandag 13 maart 2023 rijdt tramlijn 11 ook niet meer op het resterende traject tussen station Antwerpen-Berchem en station Antwerpen-Centraal wegens spoorwerken in de Ommeganckstraat en de Cogels-Osylei. Dit zal tot minstens zomer 2025 duren. Tot die tijd hoort tramlijn 11 niet meer tot het huidige tramnet. Van vrijdag 16 juni tot en met vrijdag 15 september 2023 reed tramlijn 7 zo'n drie maanden lang slechts tot de Groenplaats (en van vrijdag 1 september tot en met vrijdag 15 september tot de Bolivarplaats) wegens werken aan de stadslus Melkmarkt, meer bepaald de Wijngaardbrug (zie het kruispunt Sint-Katelijnevest-Minderbroedersrui met de Kipdorp-Wolstraat). Van zaterdag 16 september 2023 reed deze tramlijn 7 tot en met zondag 30 maart 2025 terug naar het Eilandje. Sinds maandag 31 maart tot oktober 2025 wordt het kruispunt Sint-Katelijnevest met de Korte en Lange Nieuwstraat onderbroken en rijdt de ingekorte tramlijn 7 terug naar de Groenplaats om daar te keren. Vanaf het najaar 2025 rijdt tramlijn 11 terug tussen station Antwerpen-Berchem en station Antwerpen-Centraal en vanaf het voorjaar 2026 wordt de stadslus weer bereden door tramlijn 11 (en tramlijn 12).

#### Werken Oosterweelverbinding
Door de werken voor de Oosterweelverbinding bedient de op maandag 9 januari 2023 heropende tramlijn 12 haar eindhalte Sportpaleis niet. Ook de 500 meter naar het zuidwesten aan het Ringfietspad en de Schijn gelegen halte Sportpaleis van tramlijn 5 werd gesloten. De reizigers van die laatste halte worden naar de nabije halte Ten Eekhove verwezen. 

## Huidige tramnet
Dit is het tramnet na de inkorting van tramlijn 7 op 31 maart 2025 tot het traject van Mortsel tot de Groenplaats.
| Lijn | Traject                        | Materieel                                                      | Opmerkingen |
| ---- | ------------------------------ | -------------------------------------------------------------- | --- |
|      | P+R Luchtbal – Zuid            | Stadslijner soms Hermelijn of korte Albatros                   | Op 9 juni 2022 werd de halte ZNA Cadix geopend. Sinds 6 november 2023 rijden er bijna uitsluitend Stadslijners op deze lijn. |
|      | Zwaantjes – P+R Merksem        | Hermelijn soms Gekoppelde PCC2                                 | Zie ook inkorting tramlijnen 2 en 4 tot Zwaantjes. Gekoppelde PCC2 rijden soms op tramlijn 2 alleen op de weekdagen tijdens de spitsuren. |
|      | P+R Merksem – P+R Melsele      | 7-delige Albatros soms 5-delige Albatros of Hermelijn          | Zie naamsverandering van halten op 17 januari 2022 op Linkeroever (2020-2022). Deze lijn wordt tijdens de premetrowerken van mei 2026 tot november 2026 vervangen door de tijdelijke tramlijn 25.                                                                                           |
|      | Zwaantjes – Berchem Station    | Hermelijn soms Gekoppelde PCC2                                 | Sinds 7 november 2022 is deze tramlijn tot Berchem Station ingekort. Zie ook verdwijnen keerlus Eksterlaar en ook inkorting tramlijnen 2 en 4 tot Zwaantjes. Gekoppelde PCC2 rijden soms op tramlijn 4 alleen op de weekdagen tijdens de spitsuren.                                         |
|      | Wijnegem – P+R Linkeroever     | Mix van 7-delige Albatros met 5-delige Albatros soms Hermelijn | Zie naamsverandering van halten op 17 januari 2022 op Linkeroever (2020-2022). Zie ook werken Oosterweelverbinding. Deze lijn wordt tijdens de premetrowerken van mei 2026 tot november 2026 vervangen door de tijdelijke tramlijn 26.                                                      |
|      | P+R Luchtbal – P+R Olympiade   | Mix van Hermelijn en 5-delige Albatros                         | |
|      | Mortsel – Eilandje             | Op werkdagen: Gekoppelde PCC2 Za-Zo en Feestdagen: Hermelijn   | Sinds 31 maart 2025 rijdt deze tramlijn tot oktober 2025 (zie heraanleg stadslus) terug naar de Groenplaats. |
|      | P+R Wommelgem – Astrid         | Hermelijn, 5-delige Albatros, Stadslijner                      | De 5-delige Albatrossen rijden soms op tramlijn 8 alleen op de weekdagen tijdens de spitsuren. |
|      | Silsburg – P+R Linkeroever     | 5-delige Albatros, Hermelijn                                   | Zie naamsverandering van halten op 17 januari 2022 op Linkeroever (2020-2022). Zie ook verdwijnen keerlus Eksterlaar. Deze lijn wordt tijdens de premetrowerken van mei 2026 tot november 2026 vervangen door de tijdelijke tramlijn 26.                                                    |
|      | Wijnegem – P+R Schoonselhof    | Stadslijner, Hermelijn                                         | Hoofdzakelijk Stadslijners aangevuld met enkele Hermelijnen |
|      | Schijnpoort – Centraal Station | Gentse tweerichtings PCC2, Tweerichtingenstadslijner           | Sinds 9 januari 2023 rijden er Gentse PCC's op het door de werken Oosterweelverbinding tot halte Schijnpoort ingekorte traject. Op 9 juni 2024 was de tweerichtingenstadslijner op tramlijn 12.                                                                                             |
|      | P+R Boechout – Regatta         | 7-delige Albatros, 5-delige Albatros, Hermelijn                | Zie naamsverandering van halten op 17 januari 2022 op Linkeroever (2020-2022). Hoofdzakelijk 7-delige Albatros aangevuld met enkele 5-delige Albatrossen of Hermelijnen. Deze lijn wordt tijdens de premetrowerken van mei 2026 tot november 2026 vervangen door de tijdelijke tramlijn 25. |
|      | Silsburg -Havenhuis            | Stadslijner                                                    | Sinds september 2024 rijden er uitsluitend Stadslijners op deze lijn. in uitzonderlijke gevallen zal er nog een 5-delige Albatros of hermelijn ingezet worden |

## Stelplaatsen

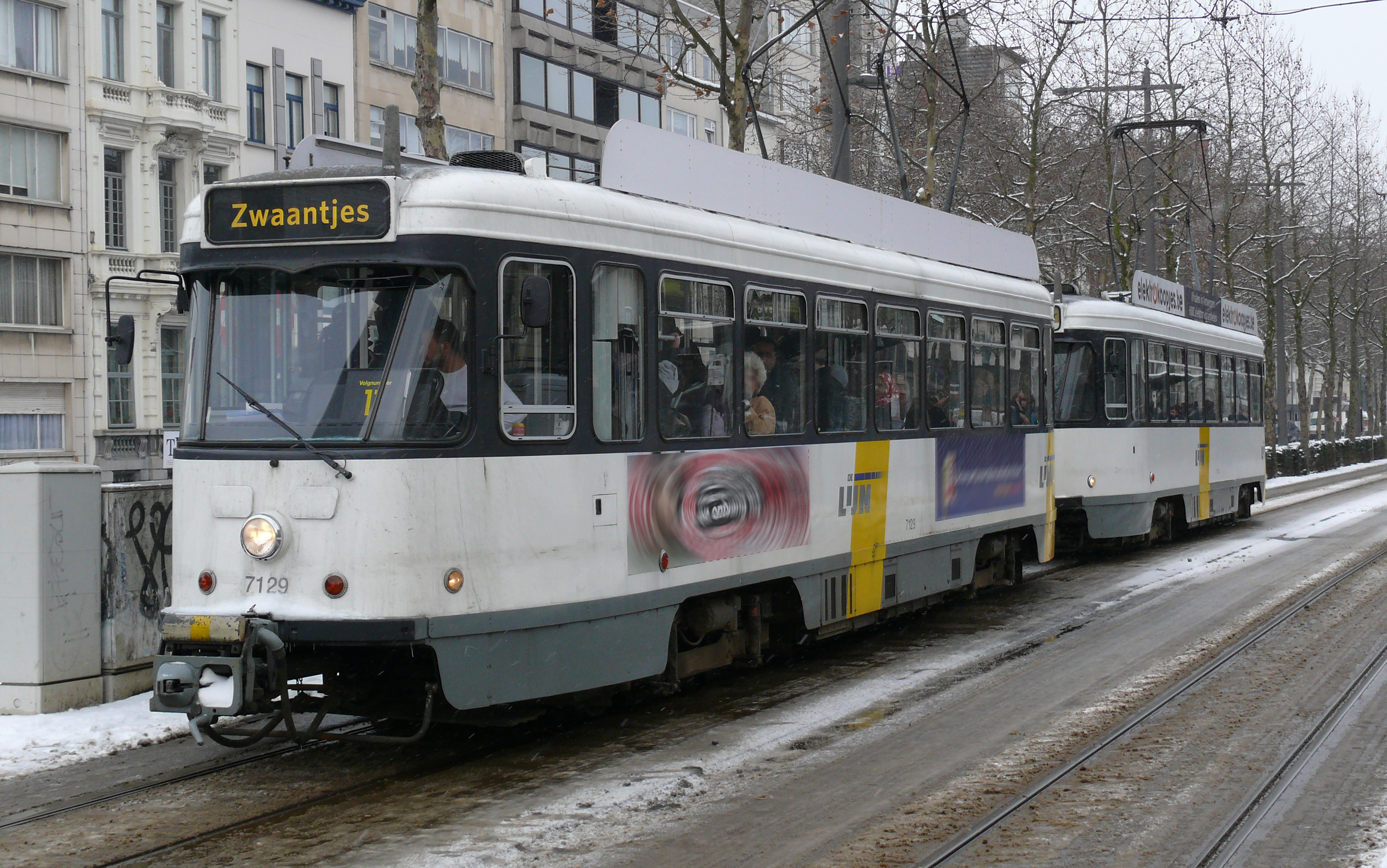
Een gekoppeld stel PCC's op weg naar de stelplaats Zwaantjes in Hoboken.

Het Antwerpse tramnet heeft drie operationele stelplaatsen: Hoboken, Deurne en Punt aan de Lijn (Luchtbal). Deze laatste is op 1 december 1997 in gebruik genomen ter vervanging van de voormalige stelplaats Groenenhoek. Om de stelplaats te bereiken zijn tramsporen aangelegd vanaf Merksem (tramlijn 3) via de Groenendaallaan en Noorderlaan tot aan de stelplaats. Over deze remisesporen is later tramlijn 6 gaan rijden (eerst tot de Metropolis - de latere Kinepolis - en daarna voorbij de stelplaats tot P+R Luchtbal). De oude stelplaats Groenenhoek is in gebruik genomen door het Vlaams Tram- en Autobusmuseum. Trams met een zwarte lijnachtergrond en gele letters voeren een rit uit naar een van de stelplaatsen of keerlussen. Bij deze dienstritten mogen passagiers meerijden tot de laatste halte voor de stelplaats. Er was een plan om een nieuwe stelplaats te bouwen aan de einde van de Emiel Vloorstraat bij de Depannage 2000, dat plan is nu geschrapt.

## Keerlussen
Op het Antwerpse tramnet reden tot 2019 uitsluitend eenrichtingtrams. Daarom liggen er keerlussen aan alle eindpunten van de lijnen, en verder in de premetrotunnel onder het Sportpaleis en de Rooseveltplaats, aan het Centraal Station, aan de Koninklijkelaan in Berchem, op de Leopoldplaats (Nationale Bank), de Marnixplaats en de Lambermontplaats (op het Zuid), aan het Zuidstation (Montignystraat), de Stenenbrug (Turnhoutsebaan aan het begin van de E313), op de Groenplaats, aan de vorige eindhaltes van lijn 5 (Wim Saerensplein) en lijn 10 (Schotensesteenweg) en sinds de herinrichting van de Bredabaan ook de Frans de l'Arbrelaan in Merksem. Ook in de drie stelplaatsen (Hoboken, Deurne en Punt aan de Lijn) kan gekeerd worden.
In 2019 werden enkele Gentse tweerichtingtrams naar Antwerpen overgebracht om tijdens geplande werkzaamheden toch de dienstverlening te kunnen blijven garanderen. Er zijn sinds die tijd drie overloopwissels: een aan de halte Muggenberg in Deurne Zuid, een aan de halte Sportpaleis van tramlijn 5 in Deurne Noord en een aan de halte Schijnpoort van tramlijn 12.

## Toekomstplannen

### Masterplan 2020
Het Masterplan 2020 voor de mobiliteit in Antwerpen voorzag, naast investeringen voor het weg- en watervervoer, een aantal tramverlengingen en nieuwe tramlijnen. Een aantal daarvan zijn in de periode 2010-2020 gerealiseerd. De belangrijkste verwezenlijkingen waren de opening van de premetrotunnels en tramverlengingen naar de oostrand van Antwerpen (project LIVAN I), en de aanleg van nieuwe tramlijnen richting het noorden in het kader van het project Noorderlijn.
Heel wat andere tramprojecten waren bij de afloop van het decennium echter nog steeds in planningsfase of zijn niet meer opgenomen in nieuwere toekomstplannen. Het gaat om volgende tramverlengingen:
- een tramlijn langs de Jan de Voslei naar Wilrijk en verder naar P+R Drie Eiken;[23]
- een verlenging van tramlijn 7 naar Kontich;[23]
- een verlenging van tramlijn 3 naar Beveren, gecombineerd met de heraanleg van de N70;
- een verlenging van tramlijn 10 naar Hemiksem;
- een verdere verlenging van tramlijn 8 naar P+R Ranst, gekoppeld aan de verbreding van de E313-E34;
- een verlenging van tramlijn 9 naar Borsbeek;
- een tramlijn van Deurne Silsburg naar Wommelgem Hulgenrode;
- een tramlijn naar het noorden van Linkeroever;
- een tramlijn van de Bolivarplaats naar de nieuwe wijk Nieuw-Zuid;
- een verdere verlenging van tramlijn 10 van Hemiksem naar Schelle;
- een verdere verlenging van tramlijn 1 naar Ekeren Leugenberg.[24]

Het Masterplan 2020 is ondertussen vervangen door het Routeplan 2030, waarin andere keuzes gemaakt worden. Sommige van deze projecten zijn daarin nog steeds opgenomen, maar ook komen er heel wat projecten uit het Masterplan 2020 niet meer voor en zijn vervangen door volledig andere nieuwe projecten.

### Nethervorming basisbereikbaarheid
In het kader van basisbereikbaarheid wordt op korte termijn een grote nethervorming gepland. Uitgangspunt daarbij is een duidelijke opsplitsing in snellere metrotrams (M‑lijnen) die gedeeltelijk door de premetro rijden en tragere stadstrams (T‑lijnen). De M‑lijnen rijden daarbij grotendeels ondergronds of in eigen bedding en verbinden daarbij het stadscentrum met de districtengordel en de P+R's aan de rand van de stad. De T‑lijnen rijden uitsluitend bovengronds en vaak in gemengd verkeer en krijgen doorgaans kortere trajecten die hoofdzakelijk in het stadscentrum blijven. Hoewel dit plan al eind 2021 in werking moest treden, werd in maart 2021 besloten om dit 'plan 2021' uit te stellen, totdat er voldoende nieuwe trams zijn om dit plan uit te voeren.
| M-lijn | Traject                        | T-lijn | Traject                         |
| ------ | ------------------------------ | ------ | ------------------------------- |
| M1     | P+R Luchtbal – Zuid            | T6     | P+R Luchtbal – Centraal Station |
| M2     | P+R Schoonselhof – Parkweg     | T10    | Zuid – Eksterlaar               |
| M3     | P+R Merksem – P+R Linkeroever  | T11    | Berchem Station – Melkmarkt     |
| M4     | Hoboken – Wijnegem             | T12    | Eilandje – P+R Olympiade        |
| M7     | P+R Boechout – P+R Linkeroever | T13    | Silsburg – Havenhuis            |
| M8     | P+R Wommelgem – Astrid         |        |                                 |
| M9     | Parkweg – P+R Melsele          |        |                                 |

### Routeplan 2030
Naarmate 2020 in zicht kwam werd duidelijk dat van het Masterplan 2020 heel wat projecten naar de achtergrond zijn verschoven. Een update van het masterplan in de vorm van het Routeplan 2030 voor de Vervoerregio Antwerpen is in opmaak waarbij nieuwe vooruitzichten gesteld worden. Het Routeplan 2030 bouwt daarbij voort op de nethervorming die op kortere termijn gepland wordt in het kader van basisbereikbaarheid.
Reeds voltooid project:
- Korte tramverlenging van enkele lijnen naar de nieuwe keerlus aan de nieuwe P+R Linkeroever, langs het bestaande traject van de tram naar P+R Melsele, geopend op maandag 17 januari 2022.

Enkele projecten die kans maken op realisatie of om opgenomen te worden in de langetermijnplannen:
- Afwerking ongebruikte premetrotunnel Kerkstraat – Pothoekstraat en twee resterende stations van de Reuzenpijp (Drink en Morckhoven). Dit project is reeds begroot en zou in 2026 opgeleverd worden. [27][28] Hier zou ondertussen een vertraging opzitten tot 2030.
- Keerlus Boekenberglei ter vervanging van de huidige keerlus Eksterlaar.[29] De keerlus Eksterlaar werd op 7 november 2022 gesloten.
- Tramlijn over de Emiel Vloorstraat met nieuwe stelplaats aan de Lageweg ter vervanging van de huidige stelplaats in Hoboken.
- Tramlijn over de Jan De Voslei. Bij de heraanleg van het knooppunt Zuid van de Antwerpse Ring wordt de Jan De Vostunnel verlengd, waarbij over het dak van de tunnel een tramverlenging gerealiseerd wordt naar P+R Olympiade.
- Tramlijn naar Wilrijk. Een mogelijke verdere verlenging van de tramlijn op de Jan De Voslei langs de Boomsesteenweg en de Krijgslaan in Wilrijk tot het UZA.
- Tramlijnverlenging van de Ter Heydelaan via de Bremweide en de Bisschoppenhoflaan naar een nieuwe P+R aan de Houtlaan.
- Tramlijnverlenging van P+R Wommelgem tot P+R Ranst, gekoppeld aan de verbreding van de E313-E34.
- Trambus Edegem – Kontich. Er is een haalbaarheidsonderzoek lopende om hoogwaardig busvervoer te creëren in plaats van de aanleg van een tramlijn.
- Districtentram die de verschillende districten rechtstreeks met elkaar verbindt.
- Een nieuwe premetroverbinding onder het stadscentrum. Dit langetermijnproject zou een volledig nieuwe premetrotunnel omvatten die aansluitend op de Reuzenpijp vanaf de Rooseveltplaats onder het noorden van het oude centrum via de Groenplaats en onder de Nationalestraat richting het Zuid zou lopen. Een eerste haalbaarheidsstudie is afgesloten.[28][30]
- Een premetroverlenging van de uitgang ten zuiden van het Sportpaleis richting de Ter Heydelaan.[28][30]
- Een premetroverlenging onder het smalle gedeelte van de Turnhoutsebaan in Deurne Noord.[28][30]
- Een premetroverlenging van de uitgang in de Mercatorstraat richting Berchem Station en de Boekenberglei.[28][30]

## Trammaterieel

### Elektrisch trammaterieel 1901 - 1975

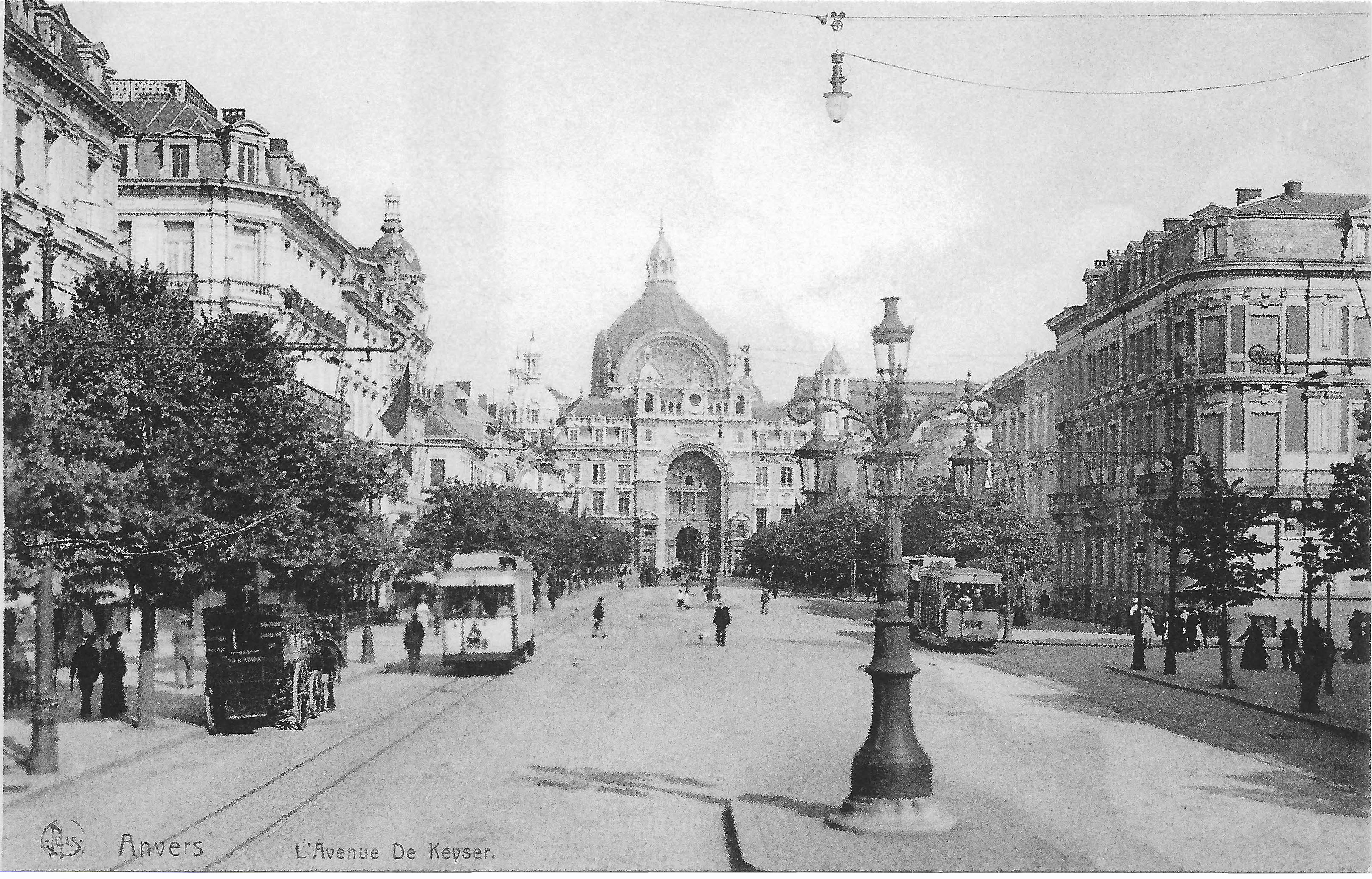
Elektrische trams in de beginjaren van de 20e eeuw, op de Keyserlei. De motorwagen links van de reeks 251-370 heeft nog open balkons. Rechts een bijwagen van de reeks 901-1049.

Postkaart van twee trams van lijn 1 op de Frankrijklei. Het betreft vierassige motorwagens van de Reeks 379-387; jaren twintig.

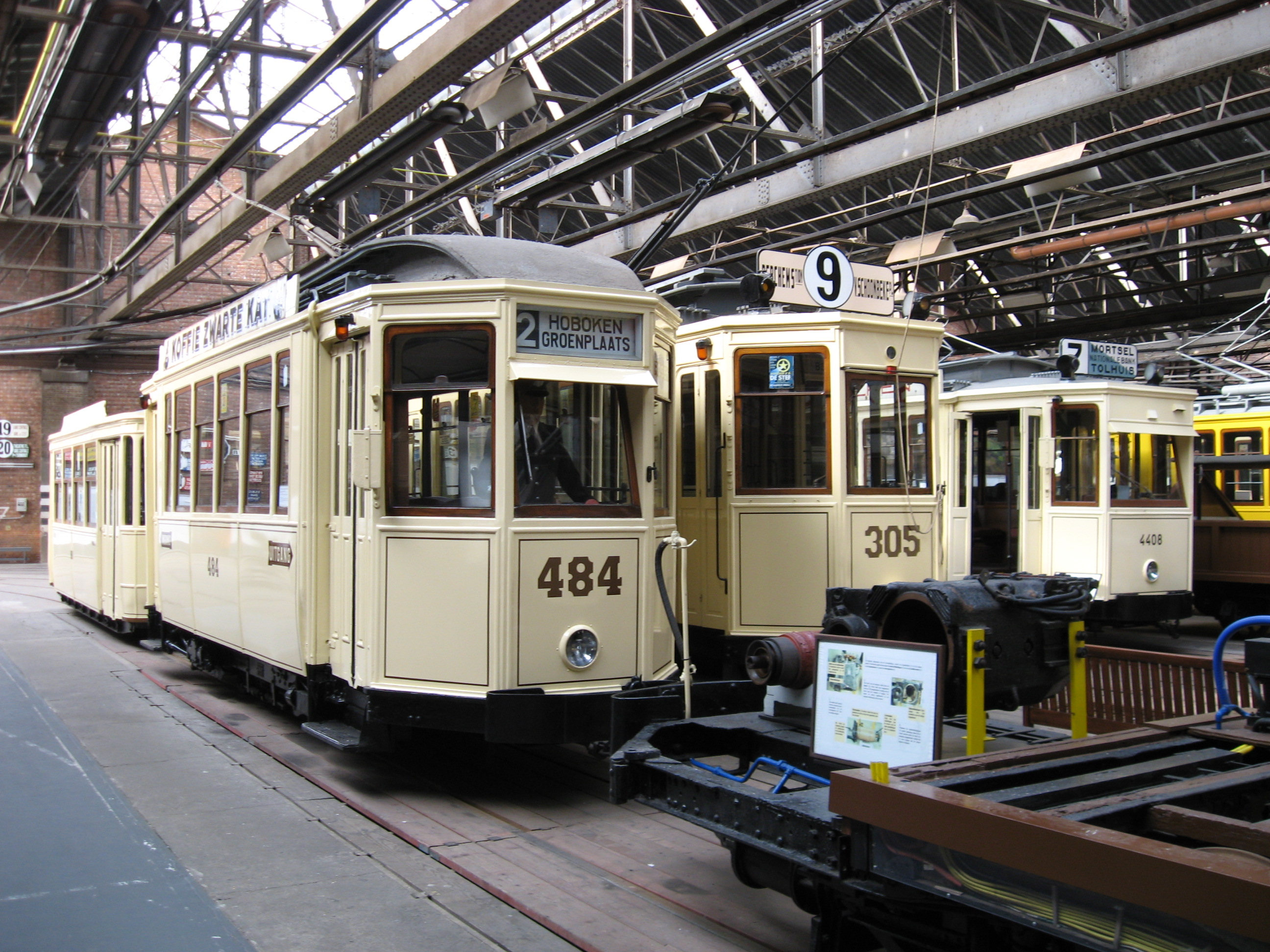
Als museumtrams bewaard gebleven in het Vlaams Tram- en Autobusmuseum: onder andere de motorwagens 484, 305 en 4408 (ex-408).

Met de elektrificatie en uitbreiding van het tramnet werden vanaf 1901 elektrische trams aangeschaft. Eerst werden er twee prototypen afgeleverd: 200 en 371. Naar voorbeeld van de 200 werden vanaf 1902 een groot aantal tweeassige motorwagens gebouwd.
Een deel van het materieel werd besteld bij diverse wagonfabrieken, terwijl ook een aanzienlijk deel werd gebouwd in de eigen werkplaatsen van de CGTA. Tot 1930 werden er 599 tweeassige en 9 vierassige 'klassieke trams' in dienst gesteld. Dit betrof 337 motorwagens en 271 bijwagens.
In 1946 omvatte het wagenpark 330 motorwagens en 271 bijwagens. In dat jaar ging het trambedrijf over naar de TAO. In 1963 kregen de 140 nog aanwezige oude motorwagens een extra vierde cijfer voor het nummer, dit had te maken met het motorvermogen: reeks 4000: 40 pk, reeks 5000: 33 pk, reeks 6000: 66 pk en reeks 7000: vierassers met 33 pk.
Tussen 1952 en 1975 werden deze trams afgevoerd en opgevolgd door modernere vervoermiddelen: autobussen, trolleybussen en vanaf 1960 ook PCC-cars. Tot aan hun komst namen Antwerpse trams hun stroom af met een trolleystang. Nadien werd de pantograaf ingevoerd.
Tot 1975 werden er 166 PCC-cars afgeleverd (2000-2165), die alle resterende oude trams vervingen. De laatste oude trams reden op 1 april 1975 in de reizigersdienst. Voor het einde van dat jaar waren alle oude trams afgevoerd. Twaalf zijn er in Antwerpen bewaard gebleven als museumtrams.

#### Motorwagens
Reeks 201-230 en 251-370
Deze 150 motorwagens werden in 1902 besteld bij Metallurgiques en gebouwd in de fabriek te Nijvel. De elektrische installatie werd geleverd door ACEC te Charleroi. De reeks werd afgeleverd tussen 1902 en 1904. De trams hadden open balkons met een regenkap aan de dakrand. De reeks 251-370 had een iets grotere lengte dan de eerste reeks. In 1905 werd de eerste motorwagen voorzien van een gesloten balkon. Vanaf 1938 werden er 102 trams verbouwd en gemoderniseerd en vernummerd in de reeks 101-233. Motorwagen 357 werd tijdens het bombardement van 27 mei 1944 volledig vernield. In 1947 waren er nog 47 trams van deze reeks overgebleven. Vanaf 1948 werden er hiervan negen verbouwd volgens het 'type 351'. Tussen 1953 en 1962 gingen er 26 wagens naar de sloop. De resterende tien trams kregen in 1963 een 6 voor het wagennummer, zij waren op 1 november 1974 nog aanwezig en werden in 1975 afgevoerd. Motorwagen 305 (ex-209) bleef als museumtram bewaard bij de Vereniging voor het Trammuseum om teruggebracht te worden in de oorspronkelijke staat van 1902.
Reeks 231-250
Deze reeks werd in 1902 besteld bij de Hongaarse tramfabriek in Győr (Raab). Zij werden in 1903 afgeleverd en werden 'Raabkens' genoemd, naar hun plaats van herkomst. De motorwagens waren aanvankelijk in drie kleuren geschilderd: de balkonschermen zwart, de zijwanden grotendeels donkerbruin en het onderste paneel donker oranje. De motorwagens bevielen minder goed dan die van de andere leveringen. Bij een verbouwing in 1904 kregen zij betere voorzieningen tegen de regen. Ook werden zij net als het overige materieel nu crème geschilderd. In 1907-1908 werden zij van gesloten balkons voorzien. Net als de andere trams kregen zij in de jaren twintig elektrische koplampen en houten plooideurtjes. Omdat deze trams altijd als minder goed werden beschouwd ondergingen zij ook minder moderniseringen dan andere trams. In september 1943 werden er vijf trams uit deze reeks na vordering door de Duitsers overgebracht naar Oberhausen. Na terugkeer in 1946 werden zij niet meer in dienst gesteld. Vanaf 1946 werden de overgebleven trams verder gebruikt als werkwagens. In 1952-'53 werden zij alle gesloopt.
Reeks 374-378
Voor de trammaatschappij 'Les Vicinaux Anversois' (L.V.A.) die elektrische tramlijnen exploiteerde naar Brasschaat, Schoten en Sint-Mariaburg – Hoogboom, werden vijf tweeassige en twintig vierassige motorwagens gebouwd door de werkplaatsen van de CGTA. De vierassers (nrs. 1-20) werden in 1907-1909 afgeleverd en de tweeassers in 1911-'12 (nrs. 21-25). Zij waren karmijnrood geschilderd. en beschikten over eerste en tweede klasse compartimenten. In afwijking tot de andere Antwerpse trams die op meterspoor reden waren deze trams gebouwd voor kaapspoor (1067 mm). Vanaf 1920 werden de lijnen van de L.V.A. in exploitatie genomen door de NMVB, die tien vierassers overnam. De andere tien vierassers en vijf tweeassers kwamen naar de CGTA. Alle trams werden verbouwd voor meterspoor en crème geschilderd. De tweeassers kregen de nummers 374-378 en de vierassers werden 379-387. De aanvankelijk afgeronde balkons werden in 1929 verbouwd in dezelfde hoekige vorm als de overige rijtuigen van de CGTA en werden afgesloten met plooideurtjes. De 375-378 werden afgevoerd in 1955, de 374, die enige jaren dienst deed als leswagen, in 1959.
Reeks 379-387
Van de twintig vierassers van de L.V.A. ging de helft naar de CGTA, maar die nam er maar negen in dienst. Dit werden de 379-387. De tiende wagen die 388 had moeten worden kwam uiteindelijk ook bij de NMVB terecht onder het nummer 9688. De andere tien wagens kregen de nummers 9636-9645. Zij werden afgevoerd in 1959. De negen wagens bij de CGTA bleven vijftien jaar langer in dienst. Na overname in 1920 werden de grote koplampen op het dak vervangen door koersborden en zijlantaarns zoals de andere trams die ook hadden. In 1925-1926 werden de 'maximum-traction' draaistellen (met een groot en een klein wiel) vervangen door bissels van het systeem 'Delmez'. Voor de Wereldtentoonstelling van 1930 werden alle zitplaatsen verwijderd. Op zijwanden stonden teksten: 'Staande Plaatsen – Places debout'. Zo konden er 99 reizigers worden vervoerd. Ook werden bij deze motorwagens de afgeronde balkons vervangen door hoekige balkons, zoals de rest van de trams. In 1931-1932 kregen de trams hun zitplaatsen weer terug. Van 1935-1936 tot 1938 stonden de trams buiten dienst. In 1938 werden de draaistellen vervangen door nieuwe van het type 'Monobloc'. Tevens werden zij semi-eenrichtingwagens met aan een zijde pneumatische deuren, aan de andere bleven de dichtgezette plooideurtjes. De koersborden werden vervangen door filmkasten. Voortaan reden zij voornamelijk op tramlijn 1. In 1949-1950 werden zij volledig verbouwd voor eenrichtingverkeer. In 1963 kwam er een 7 voor het wagennummer, het werd nu de reeks 7379-7387. Andere moderniseringen betroffen vervanging van de schakelkasten, vervanging van de 20 pk motoren door motoren van 33 pk (1964-1965), vervanging van de trolleystang door een pantograaf (1965), nieuwe ruitenwissers (1966) en uitrusting voor eenmanbediening (1967). Alle negen wagens bleven in dienst tot 1974. In 1975 werden zij afgevoerd, de 7386 en 7387 bleven bewaard als museumtrams in Antwerpen (Vereniging voor het Trammuseum), resp. Rijsel (Frankrijk; Amitram).
Reeks 401-471

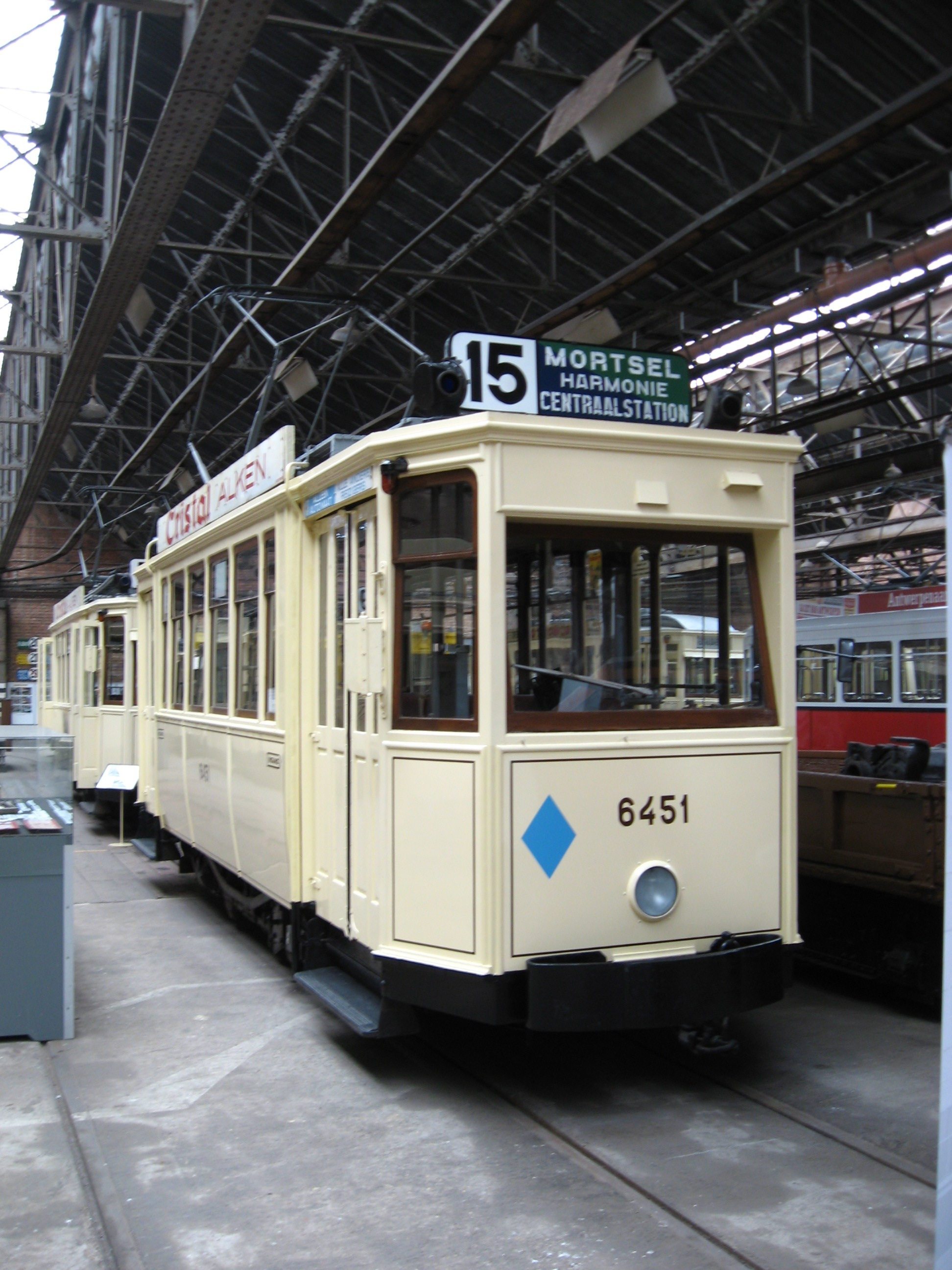
Als museumtrams bewaard gebleven in het Vlaams Tram- en Autobusmuseum: 6451 (ex-451).

Tussen 1904 en 1907 werden er 51 nieuwe trams geleverd, in 1911-1913 gevolgd door nog 20 exemplaren. Alle trams werden gebouwd in de eigen werkplaatsen van de CGTA in de Grote Hondstraat te Antwerpen. In 1925 werden bij dertig trams de motoren van 20 pk vervangen door nieuwe van 40 pk. Vanaf 1929 kregen zij houten plooideurtjes. In 1933 kregen de trams met sterkere motoren een luchtrem van het type Westinghouse, de overige van het type Knorr. Tussen 1937 en 1941 werden er 31 motorwagens verbouwd analoog aan de reeks 101-233. Motorwagen 440 werd in 1952 afgevoerd met zware brandschade, opgelopen in 1946. In 1950-1952 werden drie motorwagens verbouwd volgens het 'model 351'. In 1953-1955 werden er drie motorwagens gesloopt. Tussen eind 1952 en 1955 werden twintig wagenbakken van de reeks 101-233 verwisseld met wagenbakken uit de reeks 401-471. Een aantal trams werd hiermee eenrichtingwagens. De twintig van de reeks 401-471 afkomstige wagenbakken en de twintig onderstellen van de reeks 101-233 werden in 1953-1955 voor sloop verkocht. In 1960 waren er nog 33 motorwagens in dienst. In 1963 kregen de trams met 40 pk-motoren een 4 voor het wagennummer, die met 66-pk motoren een 6 ervoor. In 1966 kregen de nog overgebleven wagens een pantograaf i.p.v. de trolleystang. Tussen 1966 en 1968 werden er 22 wagens verbouwd voor eenmanbediening. In 1970 werden vier trams verbouwd tot werk- en reclamewagens. In 1970 werden er elf trams gesloopt, dat jaar waren er nog twaalf wagens in dienst. Zij reden nog tot het einde in 1974. Als werkwagens werden in 1977 de 8828 (ex 9901, ex-4442) en 8829 (ex 9902, ex-44365). Na afvoer van de resterende negen wagens bleven de 4408, 4417, 4429 en 6451 in Antwerpen bewaard als museumtrams. De 6403 ging in 1975 naar de Electrische Museumtramlijn Amsterdam; in 1990 verhuisde deze naar de Kusttram.
Reeks 472-491
In 1913 startte de CGTA in haar werkplaatsen met de bouw van een nieuwe reeks van twintig motorwagens. In oktober 1914 moest de bouw worden gestopt wegens oorlogsomstandigheden. De 472 kon dat jaar nog in dienst worden gesteld. In 1915-1916 konden nog enkele trams worden voltooid. Na de oorlog werden de resterende trams afgebouwd en in 1920 was de reeks compleet. De wagenbak rustte op een onderstel met radiaalassen of Bissels; van het systeem 'Delmez'. In 1935-1936 werden de 'Bissels' vervangen door een vaste truck van het type 'Brill'. Ook werden zij voorzien van een luchtrem en pneumatische deuren aan de rechterzijde. Behalve de 472 werden zij verder ingezet als eenrichtingwagens. In 1938 waren acht rijtuigen voorzien van een filmkast. Eind 1941 waren zij, op twee na, alle daarvan voorzien. In 1945 hadden 15 wagens motoren van 20 pk, de overige van 33 pk. In 1963 kregen zij resp. een 3 of een 5 voor het wagennummer, behalve vijf wagens die dat jaar werden gesloopt. Op een na werd de rest van de reeks in 1965-'66 gesloopt, alleen de 5484 bleef als museumtram in Brussel bewaard bij de Vereniging voor het Trammuseum.
Reeks 492-521
In 1923 bestelde de CGTA bij de tramfabriek 'Energie' te Marcinelle dertig motorwagens, zij werden in 1924-1925 afgeleverd. De elektrische installatie kwam van ACEC te Charleroi. Ook deze reeks was voorzien van 'Bissels' type 'Delmez'. In 1935-1936 werden deze vervangen door vaste trucks en kregen zij ook een luchtrem en pneumatische deuren aan de rechterzijde. De plooideuren aan de linkerzijde bleven, maar werden afgesloten. De trams werden voortaan ingezet als eenrichtingwagens. Voorts kwam er een gestroomlijnde dakafronding en bij een aantal trams ook een filmkast. In de periode tot 1941 werden 28 van de 30 wagens hiervan voorzien. Alle wagens waren voorzien van motoren van 33 pk en kregen in 1963 een 3 voor het wagennummer, zodat de reeks 3492-3521 ontstond. In 1965 werden de motoren overgeplaatst in de trams van de reeks 7379-7387, waarna in 1965-1966 alle dertig wagens werden afgevoerd voor sloop.
Reeks 522-551
Met het oog op de Wereldtentoonstelling van 1930 bestelde de Tramways d'Anvers in 1929 dertig motorwagens bij de wagonfabriek 'Energie' te Marcinelle. De elektrische installatie was weer afkomstig van ACEC. Dit waren de laatste tweeassers die voor het Antwerpse tramnet werden aangeschaft. Zij werden afgeleverd tussen oktober 1929 en januari 1930. Tussen 1929 en 1934 werden door het trambedrijf in Antwerpen alle balkons van de aanwezige trams afgesloten met plooideurtjes. De 522-551 waren de enige trams die vanaf de fabriek hiermee waren voorzien. Deze trams hebben weinig verbouwingen ondergaan. De belangrijkste was de verbouwing van de balkons in 1956-1959. De balkons werden verlengd en voorzien van stalen schermen, zij droegen daarna de bijnaam 'Stalen Koppen'. In 1963 kregen de wagens een 4 voor het wagennummer, zij waren nu de reeks 4522-4551. In 1966 kregen 14 wagens een pantograaf, hiervan werden er vier in gebruik genomen als werkwagens; deze werden in 1970 afgevoerd. De zestien andere wagens werden in 1967 verkocht voor de sloop. In 1969 werden er nog zeven afgevoerd. Van de resterende zeven wagens gingen er in 1970 nog zes naar de sloop, alleen de 4550 bleef als museumtram bewaard, deze werd in 1969 overgedragen aan de Vereniging voor het Trammuseum en werd geplaatst in het trammuseum te Schepdaal.
Type 101
In 1937 werd een moderniseringsprogramma gestart. Bij de motorwagens werden de balkons verlengd en werden er pneumatische deuren aangebracht. Sommige wagens kregen een luchtrem. De verbouwde wagens werden vernummerd in de reeks vanaf 101. Tussen 1938 en 1946 werden er 102 trams uit de reeksen 201-230 / 251-370 en 31 trams uit de reeks 401-471 verbouwd tot het type 101. In 1946 waren er 58 eenrichtingwagens en 75 tweerichtingenwagens in de reeks. Dit waren resp. de 101-158, behalve de 141, en de 160-233 met de 141. In 1950 werd de 115 als enige van deze reeks verbouwd tot het 'type 351'. Tussen 1952 en 1955 werd de wagenbak van 20 wagens uit de reeks 101-233 verwisseld met die van 20 motorwagens uit de reeks 401-471. Vervolgens werden er 20 wagens afgevoerd. In 1957 kregen vijftien wagens een tuimelkoersbord, dat aan twee zijden was beschilderd. In 1952 werd de 108 als eerste van de reeks gesloopt. Een groot deel van de reeks werd afgevoerd tussen 1959 en 1962. Daarna waren er nog 9 trams over, waarvan er 5 bestemd werden tot wagens voor de verkoop van weekkaarten (afgevoerd in 1966), 3 tot rangeerwagens en 1 voor de 'lijndienst' (afgevoerd in 1966). De drie rangeerwagens werden als laatste in 1970 afgevoerd naar de sloper.
Type 351
In 1948 werd motorwagen 351 geheel gemoderniseerd. De wagen werd in 1949 als prototype in dienst gesteld en onder andere voorzien van de diverse technische wijzigingen, waaronder pneumatische deuren aan de rechterkant, verwijdering van de deuren aan de linkerkant, verbeterde verlichting, aanbrengen van richtingfilms en vergroting van de balkons. De tram kon alleen nog als eenrichtingwagen dienst doen. Tussen 1950 en 1954 werden er nog twaalf wagens volgens het 'model 351' verbouwd. In 1963 kregen zij een 5 voor het wagennummer. In 1964 kreeg de 5257 als proef een eenbenige pantograaf, de overige twaalf kregen deze in 1966. In 1966-1967 werden zij verbouwd voor eenmanbediening. De 5115 werd in 1972-1973 verbouwd tot railslijpwagen en kreeg het nummer 8823. De overige twaalf wagens bleven tot 1974 in bedrijf. Tien trams gingen in 1974-1975 naar de sloper. Het prototyppe 5351 (ex-351) ging als museumtram naar de Vereniging voor het Trammuseum.

#### Bijwagens
Reeks 801-860
De eerste dertig nieuw gebouwde bijwagens voor de elektrische tram werden in 1902 gebouwd door de fabriek 'Franco-Belge' te La Croyère en in 1903 in dienst gesteld. In 1904 kwamen de overige dertig rijtuigen in gebruik, zij waren gebouwd door de werkplaatsen van de CGTA. De rijtuigen werden in dienst gesteld als open rijtuigen, waarbij de zitplaatsen gedeeltelijk werden afgeschermd door gordijnen. In en uitstappen ging via de loopplank aan de buitenkant over de hele lengte van het rijtuig. Alleen in de reeks 831-860 was een middenpad aangebracht. In 1925 werd de 854 als proef verbouwd tot gesloten rijtuig. In 1926 werden de overige rijtuigen op gelijke wijze verbouwd, zodat zij bij alle weersomstandigheden konden worden gebruikt. Hierbij de werden zijwanden gesloten, met halverwege een in- en uitstapdeur, en ook de balkons kregen een glazen pui. De radstand werd vergroot van 1.800 mm naar 3.600 mm. Een aantal trams kreeg langsbanken i.p.v. dwarsbanken. In 1938 werden zij buiten dienst gesteld. In 1939 kwam er toestemming om ze af te voeren, maar het duurde nog tot 1947 voordat zij daadwerkelijk onder slopershamer vielen. In de oorlogsjaren werden er vijf rijtuigen vanaf 1941 gebruikt als groentenmagazijn, twee werden er refter en drie werden kolenopslagplaats. In 1947 gingen er 35 van deze wagens, samen met 15 wagens van de reeks 900 naar de sloop. De overige rijtuigen gingen in 1952 naar de sloop, behalve vier wagens die verder als kleedlokalen op een sportveld werden gebruikt.
Reeks 901-1049
In 1904 werd een nieuw model bijwagen besteld met gesloten balkons, gesloten zijwanden, weglating van de loopplanken langs de zijkant en een middengang. Alle rijtuigen hadden wegneembare zijpanelen, zodat zij zowel als zomerrijtuigen als in de winter konden worden gebruikt. De banken werden omklapbaar naar de rijrichting gemaakt. Er werden dertig rijtuigen besteld bij de 'Franco-Belge' te La Croyère, zij werden afgeleverd in 1904-1905. In 1906 besloot het trambedrijf zelf nog honderd bijwagens van dit model zelf te gaan bouwen. De bouw startte in 1907 en was in 1910 voltooid. Er waren nog genoeg materialen over om nog drie extra bijwagens te bouwen, zodat het er totaal 103 werden. De eigenbouw rijtuigen kregen de nummers 931-1033. In 1908 werden er nog eens 26 bijwagens van dit model gebouwd t.b.v. 'Les Vicinaux Anversois'. Zij werden rood geschilderd en kregen de nummers 101-126. In 1921 kwamen er zestien van deze laatste bijwagens naar de CGTA en kregen de nummers 1034-1049 en werden crème geschilderd. De overige tien bijwagens van de 'Rode Tram' gingen naar de NMVB, waar zij reden met de nummers 19023-19032. Vanaf 1926 vonden er verbouwingen plaats, het vergroten van de asafstand en bij sommige de toepassing van 'Bissels'. In 1935-1937 werden 84 bijwagens verbouwd met een nieuw koetswerk. Na de Tweede Wereldoorlog waren er vijftien bijwagens in zeer slechte staat. Zij werden in 1947 gesloopt. Ook werden er tussen 1947 en 1959 nog bijwagens verbouwd met pneumatische deuren of schuifdeuren. Een deel van de trams werd eenrichtingwagen en/of kreeg een luchtrem. In 1960 waren er 54 eenrichtingwagens met pneumatische deuren, 11 eenrichtingwagens met schuifdeuren, 25 wagens met plooideuren links en rechts en 2 wagens met alleen plooideuren links en open rechts. Tussen 1952 en 1959 werden er 39 bijwagen gesloopt en drie bijwagens bestemd tot werkwagens. Van de 92 overgebleven wagens hebben er 7 dienstgedaan als kantoortje of magazijn. Na de komst van de PCC-cars vanaf 1960 werden er meer buiten dienst gesteld. Bij de vernummering van 1963 behielden de rijtuigen genummerd vanaf 1000 hun nummer, terwijl de lagere nummers een 1 voor het nummer kregen (dit waren 18 wagens). In 1963 waren er nog 38 bijwagens van dit type over. Rijtuig 1919 (ex-919) werd in 1967 overgebracht naar de NMVB-loods te Haacht om tentoongesteld te worden. Naar het Koninklijk Atheneum te Schoten gingen in 1965 twee bijwagens (1042 en 1048). In 1965 gingen de laatste bijwagens van de reeks naar de sloop, behalve twee rijtuigen die nog als zoutwagens (1881 en 1883) werden gebruikt. Zij gingen in 1974-1975 naar de sloper.
Reeks 601-661
In 1922 bouwde de werkplaats van de CGTA een prototype voor een nieuwe reeks bijwagens. De 601 had een nieuw type onderstel met 'Bissels' van het type Delmez. Ook dit rijtuig kon in de zomer en in de winter worden gebruikt, waarbij in de zomer de zijpanelen werden weggenomen en teruggeplaatst als de weersomstandigheden hier aanleiding toe gaven. In 1923 werden er bij de fabriek van Ragheno te Mechelen dertig bijwagens besteld volgens het model van de 601. Zij werden afgeleverd in 1924. In 1925 werden hier nog dertig onderstellen van het zelfde model besteld, waarna de CGTA zelf nog dertig wagenbakken hiervoor bouwde. Deze bijwagens 632-661 kwamen in 1925-1926 in dienst. In 1933 werden zij voorzien van een luchtrem. Gedurende de Tweede Wereldoorlog was het aantal zitplaatsen verminderd tot 16, waardoor er 48 staanplaatsen kwamen. In 1943 werden er vijf bijwagens gevorderd door de Duitse bezetters en overgebracht naar Oberhausen. In 1946 kwamen zij in slechte toestand terug, maar werden nog hetzelfde jaar hersteld. Tussen 1949 en 1951 werden 16 rijtuigen verbouwd met gesloten balkons aan de linkerzijde. Tussen 1952 en 1954 werden er dertig rijtuigen verbouwd tot eenrichtingwagens met schuifdeuren aan de rechterzijde. Tussen 1955 en 1958 werden de overige 31 rijtuigen verbouwd tot tweerichtingenrijtuigen. In 1960 werden de trams voorzien van een elektrische bel, ter vervanging van de lederen riem met trekbel. In 1963 kregen alle wagens een 1 voor het wagennummer, het werd nu de reeks 1601-1661. Vanaf 1966 werden de rijtuigen geleidelijk buiten dienst gesteld. In 1966 vertrok de 1601 (ex-601) naar Brussel voor de verzameling van de Vereniging van het Trammuseum. Het rijtuig 1610 (ex-610) ging in 1966 naar de TTA voor de tramlijn Érezée – Dochamps, het is daar nog aanwezig als open rijtuig. Ook de 1623 en 1629 gingen in 1973 daarheen. In 1973 waren er nog acht tweerichtingenrijtuigen in Antwerpen over, maar werden vanaf dat jaar niet meer gebruikt. Drie bijwagens gingen in 1973 naar een aannemer te Hoboken die daar de nieuwe tramremise bouwde, na de bouwwerkzaamheden werden zij gesloopt. Van de drie laatste overgebleven bijwagens ging in 1975 de 1647 naar Bokrijk, de 1656 werd gesloopt en bleef de 1660 bewaard als museumtram voor de Vereniging voor het Trammuseum.
Prototype 701
Voor de Wereldtentoonstelling van 1930 vroeg de Tramways d'Anvers toestemming om twintig nieuwe bijwagens te bouwen. In 1929 werd in de eigen werkplaatsen een prototype met het nummer 701 gebouwd. Dit was tevens de laatste bijwagen die het trambedrijf zelf bouwde. Er volgde echter geen serielevering. Waarom het slechts bij een exemplaar bleef is onbekend. In 1935 kreeg het rijtuig een luchtrem en werden de plooideuren aan de rechterzijde vervangen door pneumatische deuren, waarmee het een eenrichtingwagen werd. In 1942 werd het aantal zitplaatsen verminderd tot 10 en het aantal staanplaatsen verhoogd tot 52. In 1957 werd het rijtuig gesloopt.

### Huidig trammaterieel
Op 1 oktober 2024 reden er 259 trams in Antwerpen.
- PCC (7000-7165) - gebouwd in 1960-1975 - 56 trams in dienst - 110 buiten dienst.
- HermeLijn (7201-7284) - gebouwd in 1999-2012 - 84 trams in dienst.
- Flexity 2 (7301-7362) - gebouwd in 2015-2017) - 62 trams in dienst.
- Urbos 100 (7401-7458) - gebouwd in 2021-2024) - 56 trams in dienst

#### PCC-cars (2000-2165 > 7000-7165)

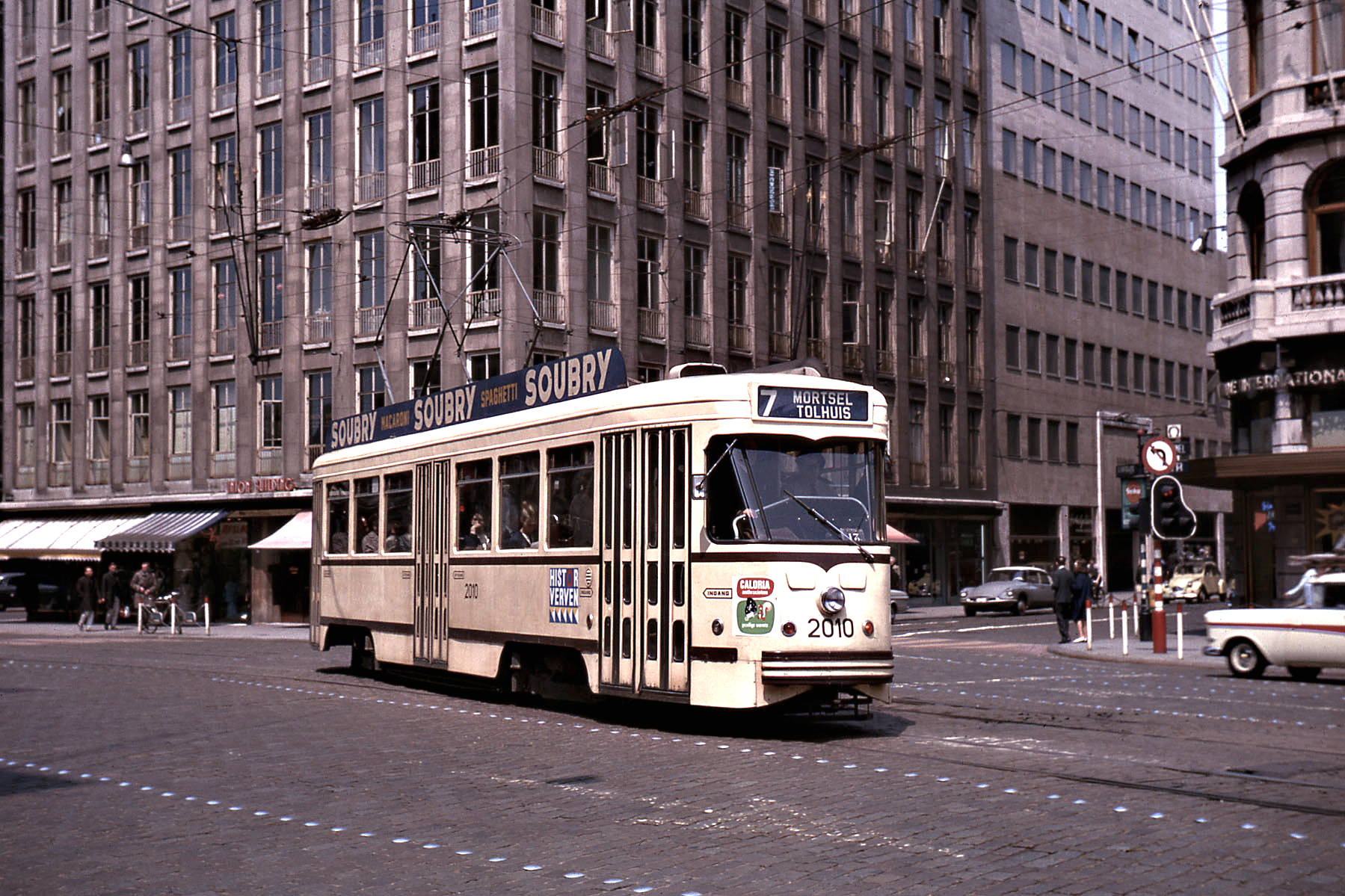
Een PCC-car in de oorspronkelijke uitvoering: crème met bruine belijning, op lijn 7 op de Meir; 1964.

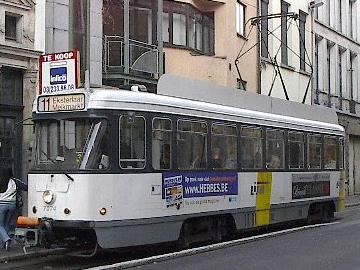
Gerenoveerde Antwerpse PCC in de huisstijl van De Lijn in het centrum van Antwerpen; 2004.

Tussen 1960 en 1975 hebben de TAO en de MIVA 166 vierassige PCC-cars aangeschaft (verdeeld over 5 orders) bij La Brugeoise et Nivelles (BN) in Brugge en ACEC in Charleroi. Een eerste reeks van 39 trams (2000-2038) werd in 1960-1961 geleverd. Van deze oudste PCC-serie zijn er nu 11 buiten dienst gesteld, de overige wagens zijn met een diensttijd van rond de 55 jaar nog steeds in gebruik. De eerstafgeleverde (2000) staat in rijvaardige toestand in het Vlaams Tram- en Autobusmuseum, geschilderd in de rood-witte kleurstelling van de MIVA uit de jaren ’80-begin '90. Tram 7001 (ex-2001) rijdt in geregelde dienst, maar is geschilderd in de crèmekleurige kleurstelling die de MIVA van de jaren 60 tot de jaren 80 gebruikte. Een tweede reeks van 22 trams (2039-2060) werd in 1962 geleverd. Na de overname van het tramnet door de MIVA werd in 1964 een derde order van 40 PCC's geplaatst. Deze trams (2061-2100) werden in 1966 geleverd. Een vierde reeks van 25 motorwagens (2101-2125) werd in 1968 besteld en van 1969 tot 1970 geleverd. In 1972 werd de vijfde en laatste reeks van 40 PCC's (2126-2165) besteld. Deze kwamen in 1974-1975 in Antwerpen aan. De laatste reeks was bij de levering al uitgerust met automatische remming en een Scharfenbergkoppeling, waardoor ze in sets van twee gekoppeld in treinschakeling kunnen rijden. De MIVA bouwde vanaf 1972 ook de derde en de vierde series (2061-2125) om met deze koppeling.
Een groot deel van de PCC's is gerenoveerd in de jaren negentig om de trams geschikter te maken voor het premetrosysteem, waarbij nieuwe deuren, een koppelingssysteem, nieuwe banken/stoelen en een chopperinstallatie geplaatst werden. Het was de bedoeling dat dit materieel nog geruime tijd zou meegaan. De trams zijn ondertussen vernummerd van 2000-2165 naar 7000-7165. Van de oude niet-gerenoveerde PCC's van de serie 7000-7060 (PCC1) zijn begin jaren 2000 elf stuks buiten dienst gesteld. Bij de leveringen van de Albatros-trams worden de niet-gerenoveerde PCC1's sinds eind 2015 buiten dienst gesteld. Sinds september 2017 zijn 50 PCC trams buiten dienst gesteld door de levering van 14 Albatros-stellen.
De niet-gerenoveerde enkele PCC's rijden niet meer sinds september 2023. In September 2023 waren er  nog 84 PCC2 trams in dienst. Nu, september 2024 nog maar 57. Deze gerenoveerde PCC-tramstellen (PCC2) rijden in dubbeltractie (treinschakeling) op lijn 7. En sporadisch op lijnen 2 en 4. 

#### Hermelijnen (Siemens MGT6-1) (7201-7284)
Antwerpen beschikt over 84 Hermelijnen(2024) (7201 tot 7284).
Sinds 1999 rijden er lagevloertrams van het type Hermelijn (Siemens MGT6-1) op het Antwerpse tramnet. Er zijn vier series: 1, 2A, 2B en 3. 
De eerste serie van 31 trams (7201-7231) kwam in 1999-2001 in dienst (Siemens MGT6-1-1). Het waren samen met de veertien Gentse HermeLijnen de eerste lagevloertrams die voor De Lijn reden, en de tweede serie in België na de Brusselse 2000-serie. Ze bestaan uit drie korte bakken (de 1e en 5e zijn gemotoriseerd) en twee langere middenbakken met deuren en een volledige lagevloer. Ze zijn 29,60 meter lang en met 2,30 meter tien centimeter breder dan de PCC's. Alle Hermelijnen hebben een automatische melding van de eerstkomende halte en de bestemming.

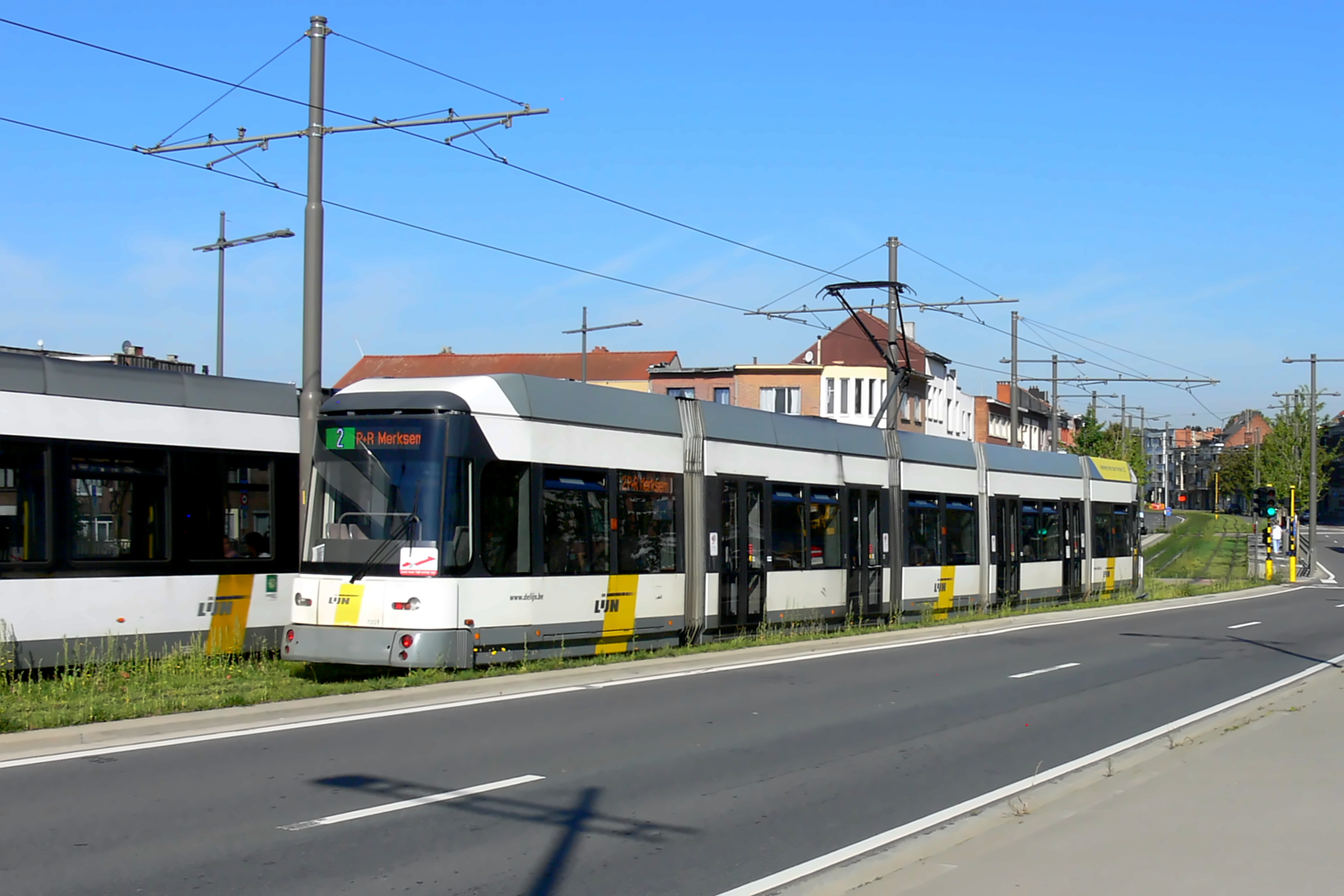
De eerste HermeLijn tram nr 7201 uit de 1e reeks (7201-7231) (Siemens MGT6-1-1)

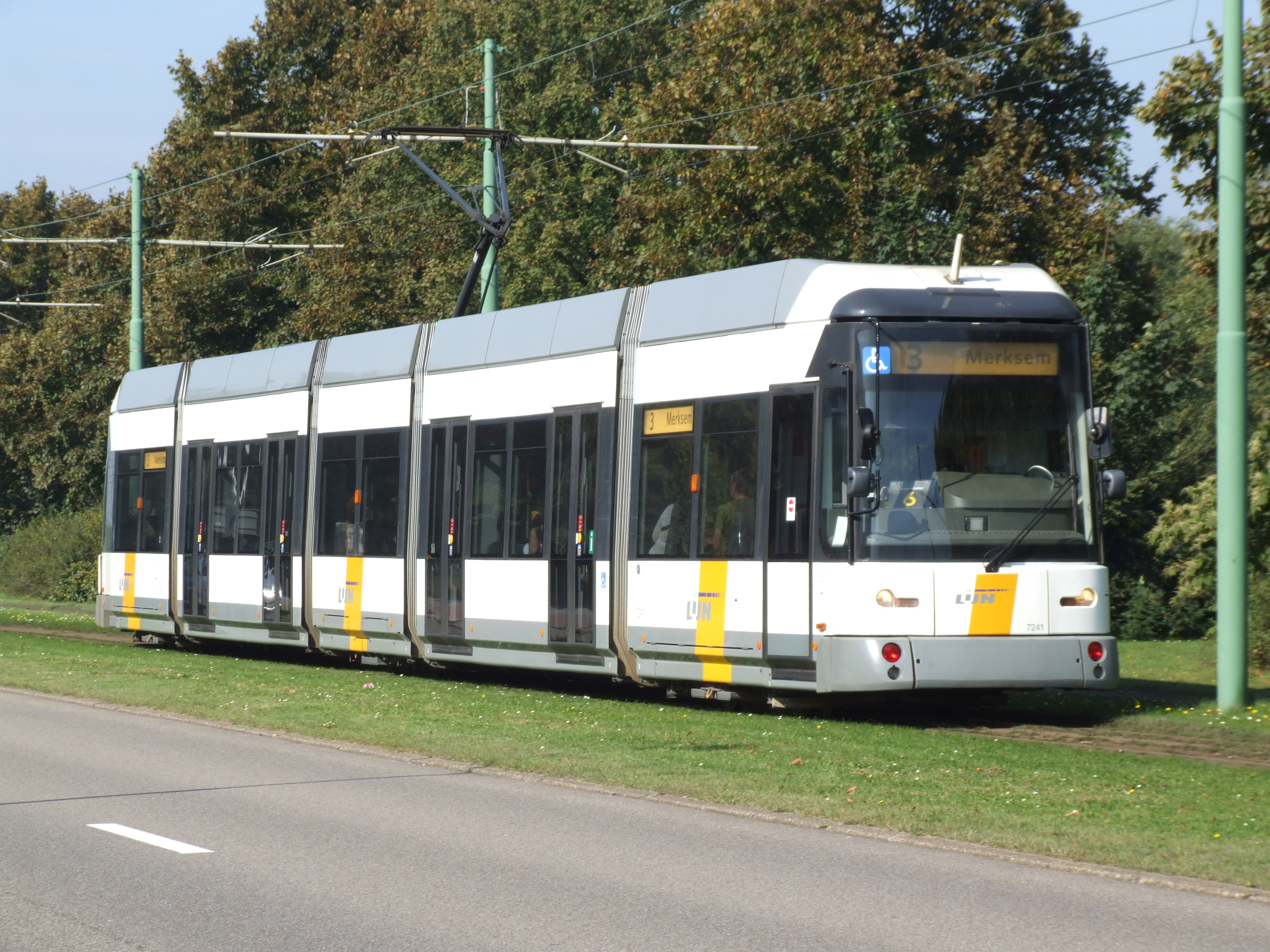
Lagevloertram van het type HermeLijn.

De 2e serie A van 32 trams (7232-7265) kwam tussen 2004 en 2006 in dienst (Siemens MGT6-1-2A), deze hadden een bestuurderscabine die de hele breedte van de tram in beslag nam. 
De 2e serie B bestond uit zes trams (7266-7271) geleverd in 2006 (Siemens MGT6-1-2B), deze hadden opnieuw een smallere bestuurders cabine zoals de 1e serie. Een van deze trams verbleef permanent aan de kust en deed dienst op de Kusttram. In de zomer werden jarenlang vijf trams tijdelijk overgebracht naar de kust om de zomerdiensten te versterken.

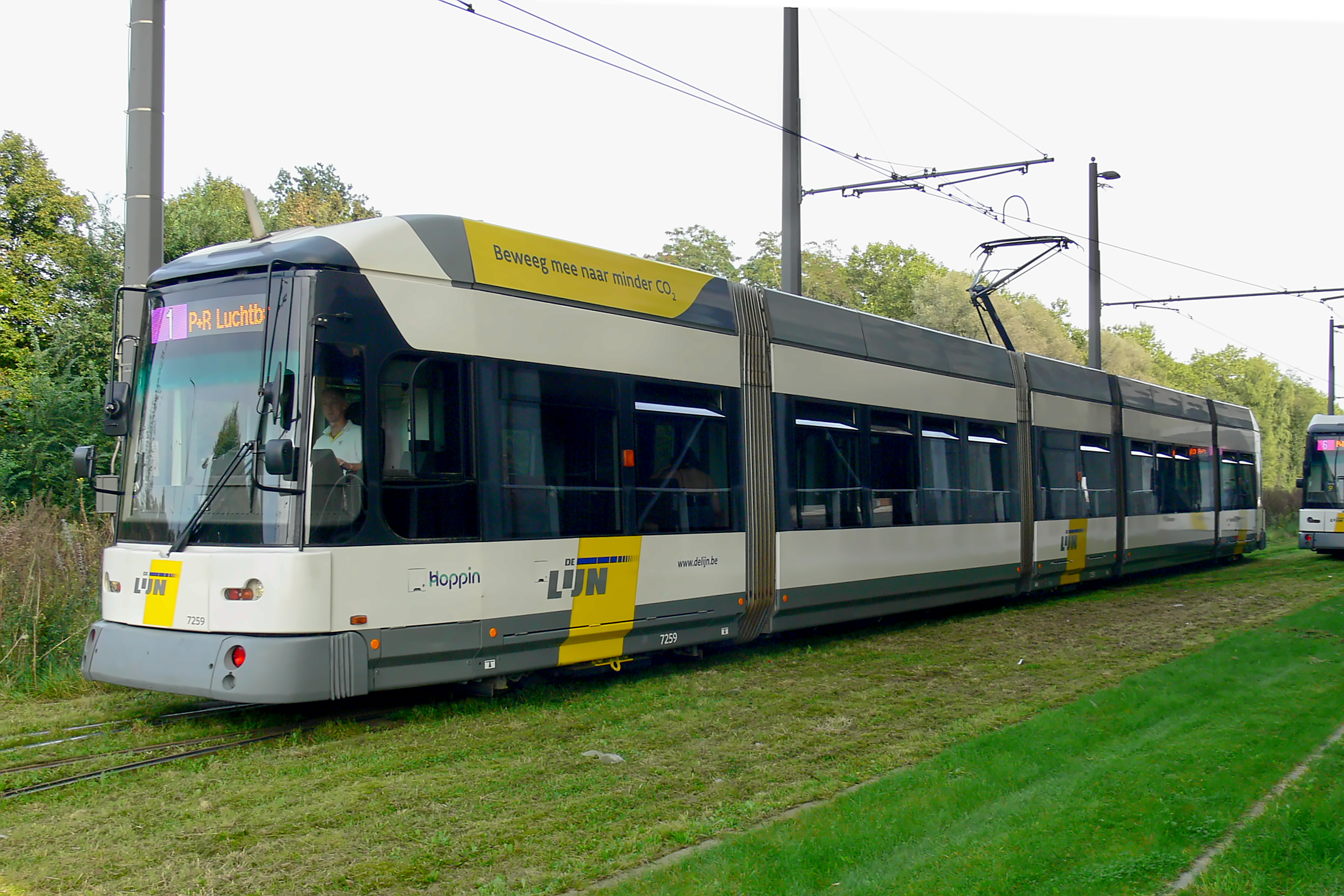
HermeLijn nr 7259 uit de 2e reeks A (7232-7265) (Siemens MGT6-1-2A)

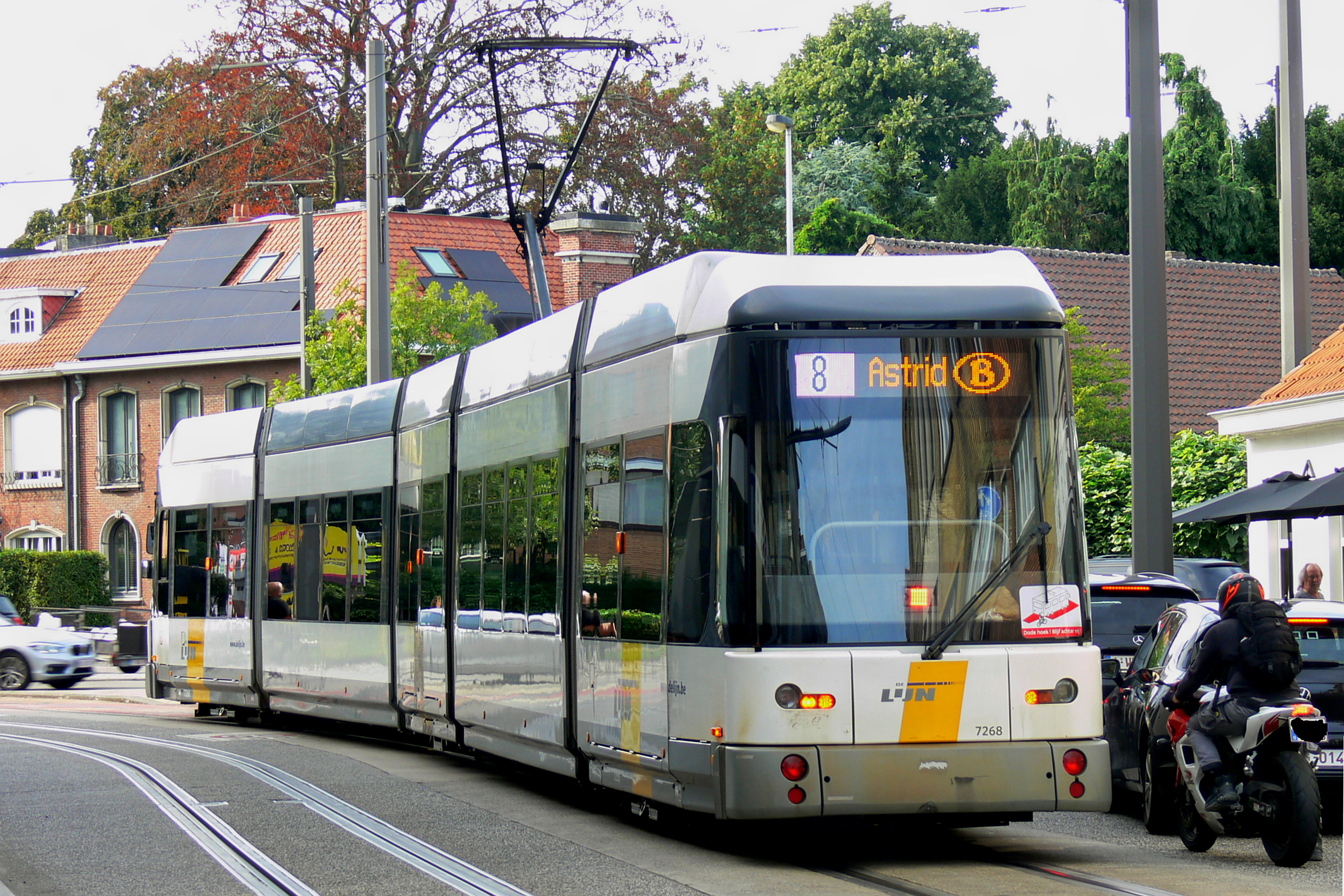
HermeLijn nr 7268 uit de 2e serie B (7266 tot 7271) (Siemens MGT6-1-2B)

In november 2009 werd bekend dat De Lijn de laatste optie van het contract zou benutten en een derde serie van 13 trams (7272-7284) (Siemens MGT6-1-3) zou bestellen. Ook deze serie heeft terug een bestuurderscabine die slechts een deel van de voorkant van de tram beslaat. Het opvallendste verschil met de vorige series is de aanwezigheid van led-schermen in plaats van lijnfilms om de lijn en de bestemming aan te geven. De trams werden geleverd in 2012.

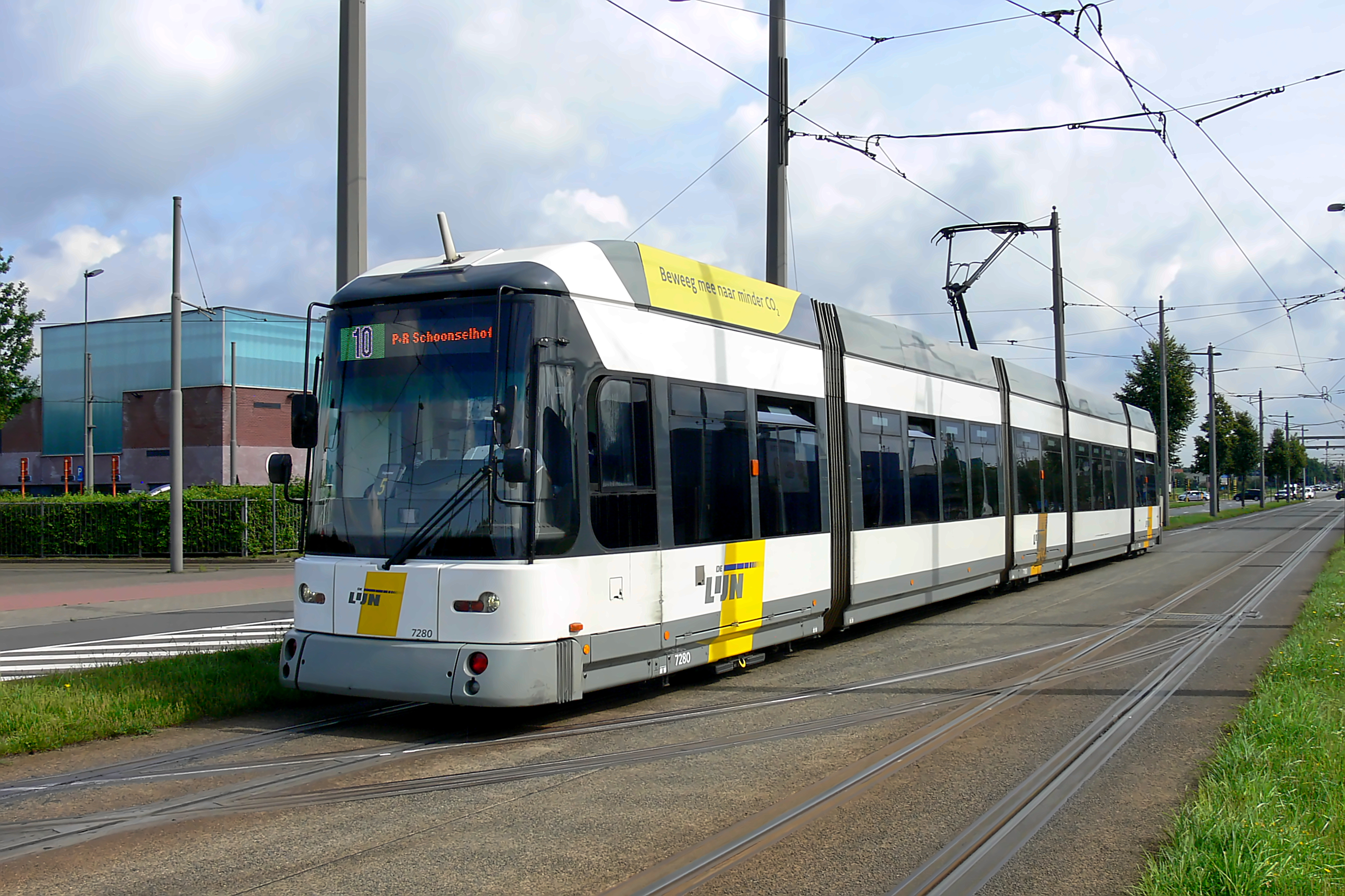
HermeLijn nr 7280 uit de 3e serie (7272 tot 7284) (Siemens MGT6-1-3)

In 2014 werden de lijnfilms van de oudere Hermelijnen vervangen door nieuwe LED-schermen. 
De Hermelijnen worden vooral ingezet op de lijnen 2, 4, 6 en 8. En als aanvulling op de lijnen 1, 3, 5, 10, 15. Op de lijnen 3, 5, 6, 9 en 15 rijden uitsluitend Hermelijnen (7232 > 7284) en Albatrossen. Deze hebben een oprijplaat en zijn volledig uitgerust voor minder mobiele gebruikers.

#### Albatrossen (Bombardier Flexity 2) (7301-7362)
Antwerpen heeft 24 7-delige Albatrossen (7301-7310 en 7349-7362). En 38 5-delige Albatrossen (7311 tot 7348)

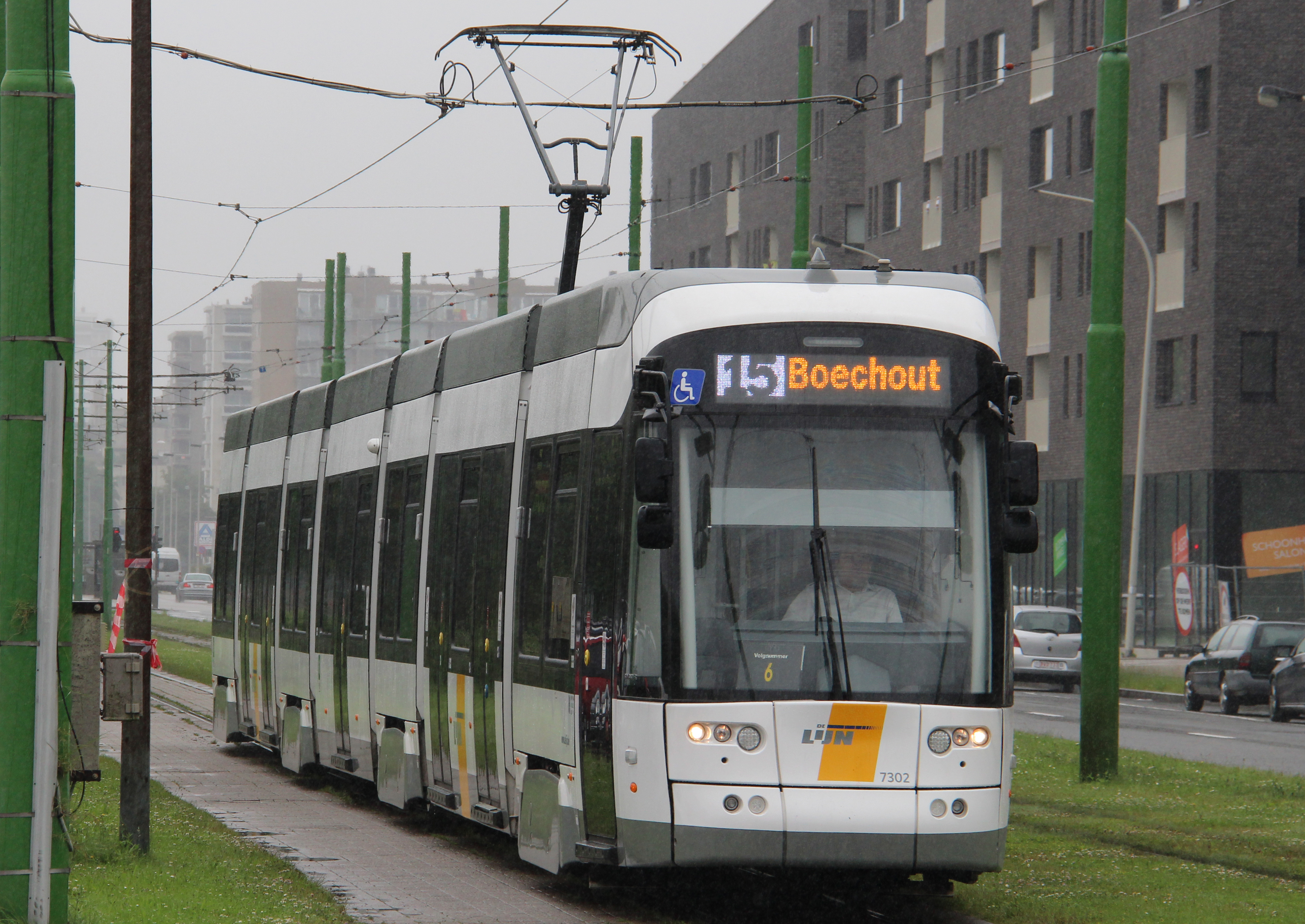
Een 7-delige Albatros.

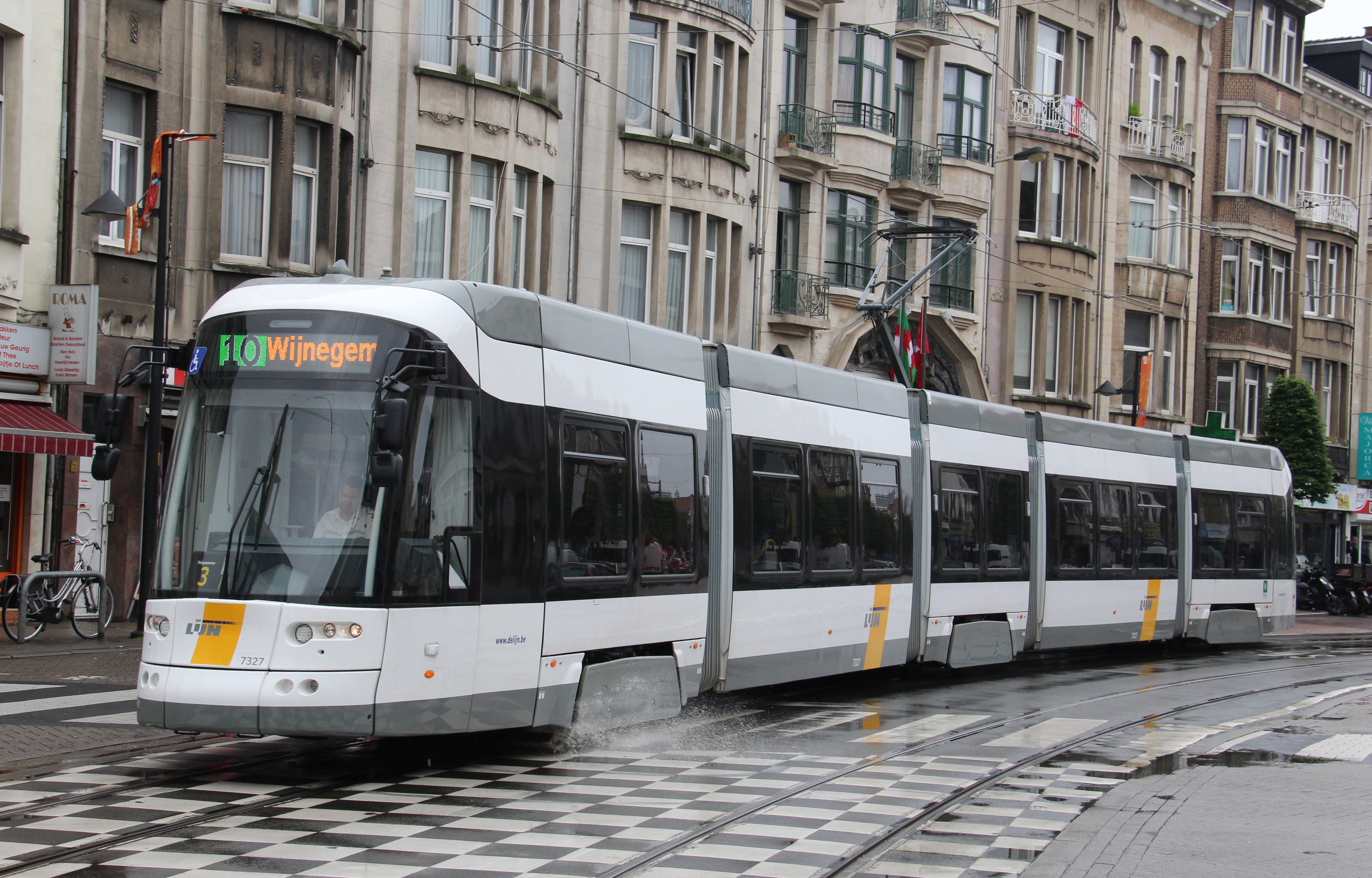
Een 5-delige Albatros.

Op 6 augustus 2012 maakte De Lijn bekend een order voor 48 trams, van het type Flexity 2, te hebben geplaatst bij de rollend materieelproducent Bombardier Transportation. Hiervan zijn er 38 Albatrostrams bestemd voor Antwerpen, de overige 10 gaan naar Gent. Tien van de nieuwe Antwerpse trams (7301-7310) zijn zevendelig en hebben een lengte van 42,70 meter. Deze worden ingezet op de lijnen 3; 5 en 15. Ze bieden plaats aan in totaal 380 personen, waarvan 68 op zitplaatsen en 40 op klapzetels. De overige 28 zijn 5-delig en 31,80 m lang (7311-7338) zijn aangeschaft voor uitbreiding van het wagenpark t.b.v. de tramverlengingen naar Wijnegem en Boechout. Deze trams bieden plaats aan in totaal 266 personen, waarvan 54 op zitplaatsen en 22 op klapzetels. De eerste nieuwe trams werden vanaf mei 2015 in Antwerpen geleverd. De eerste lange zevendelige Albatrossen rijden vanaf november 2015 op de geregelde diensten van 15. De korte vijfdelige Albatrossen kwamen in 2016 in dienst, eerst op lijnen 4 en 10. Deze trams, ontworpen door Yellow Window/Enthoven Design wonnen door hun innovativiteit, kwaliteit en zuinigheid in 2015 het Henry Van de Velde Label.
Met de bestelling van het eerste order maakte De Lijn ook bekend dat een vervolgorder voor Antwerpen bestaat uit 10 stuks 5-delige (7339-7348) en 14 stuks 7-delige (7349-7362) trams. Deze bestelling werd op 8 mei 2015 geplaatst.
De Bombardier Flexity-2 trams zijn gebouwd tussen 2015 en 2018. Bij de levering van de tweede order worden de oudere PCC-trams de nog voornamelijk tijdens de spits rijden deels buiten dienst gesteld.
De 24 stuks 7-delige (43m) Albatrossen rijden op lijnen 3, 5 en 15. De 5-delige (32m) Albatrossen worden ingezet op lijnen 3, 5, 6, 9, 15 en sporadisch op de lijnen 1, 2 en 24.

#### Stadslijner (CAF Urbos 100) (7401-7459)
Antwerpen heeft momenteel(2025) 58 Stadslijners: 7401 tot 7440 enkelrichting en 7441 tot 7459 tweerichtingen
Op 20 februari 2014 maakte De Lijn bekend een aankoopprocedure op te starten voor de bestelling van 146 nieuwe trams, goed voor een investering van 320,2 miljoen euro. Hiervan zijn 66 trams bestemd voor het Antwerpse tramnet. Het gaat om trams met een lengte van 31,4 meter en een capaciteit van 187 personen. Na indienststelling wordt een deel van de oude PCC-trams buiten dienst gesteld. De eerste van deze serie arriveerde in Antwerpen in november 2021. Op 28 januari 2023 werd voor dit materieel de nieuwe naam Stadslijner bekendgemaakt. Vanaf 30 januari 2023 gingen de eerste trams van dit type rijden op lijn 10 en lijn 24.
De nummers 7401 tot 7440 zijn 5-delige eenrichtingtrams van 31,4 m en werden gebouwd tussen 2021 en 2023.
De nummers 7441 tot 7458 worden 5-delige tweerichtingentrams van 31,4m, deze worden geleverd in 2024.
De Stadslijners rijden (september 2024) op lijnen 1, 10, 24 en sporadisch op lijn 8. In de toekomst zullen de tweerichtingentrams ook ingezet worden op lijn 12.

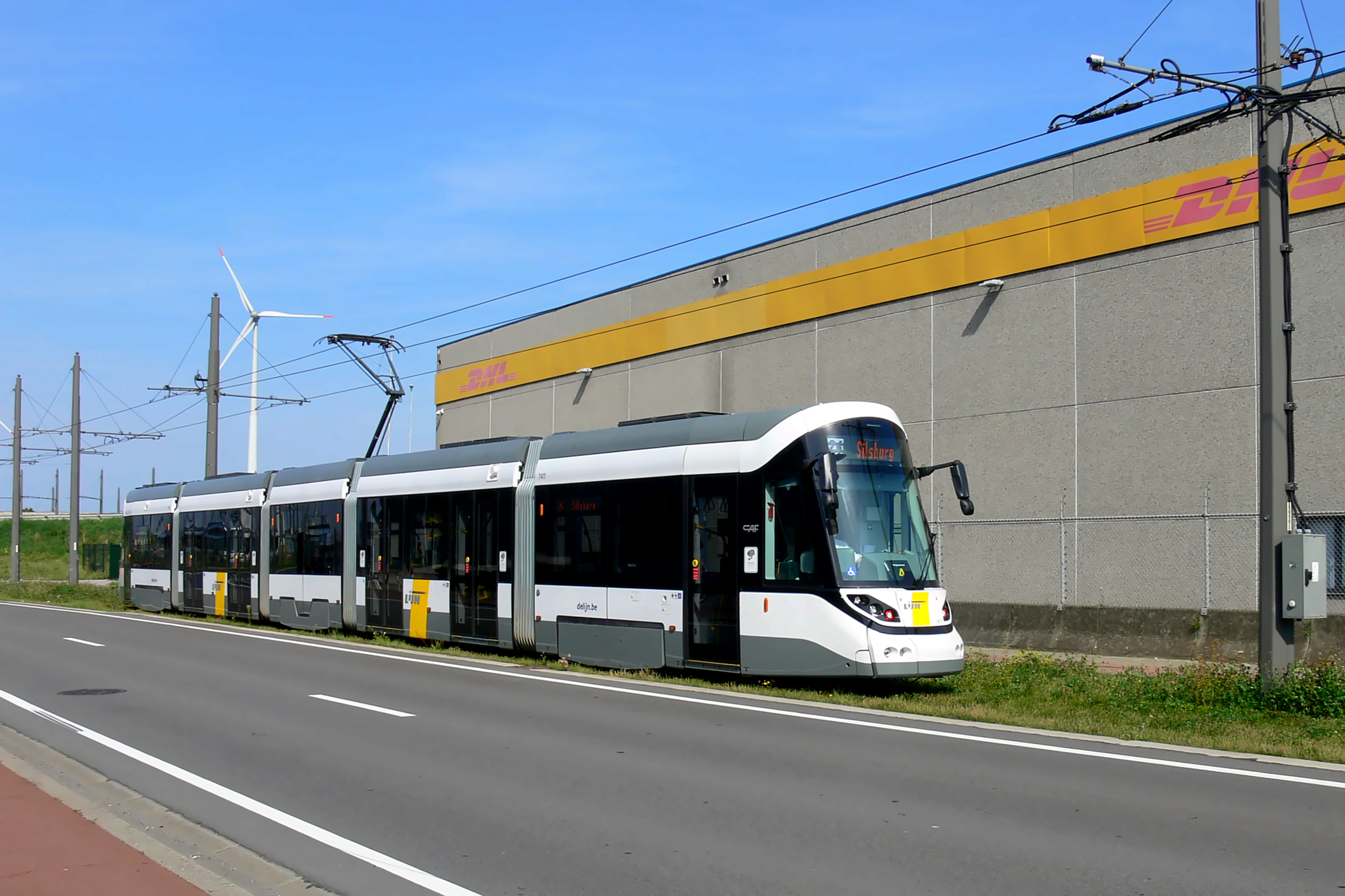
Stadslijner (CAF Urbos 100) tram nr 7411 in de Mexicostraat op lijn 24 tussen Havenhuis en Silsburg

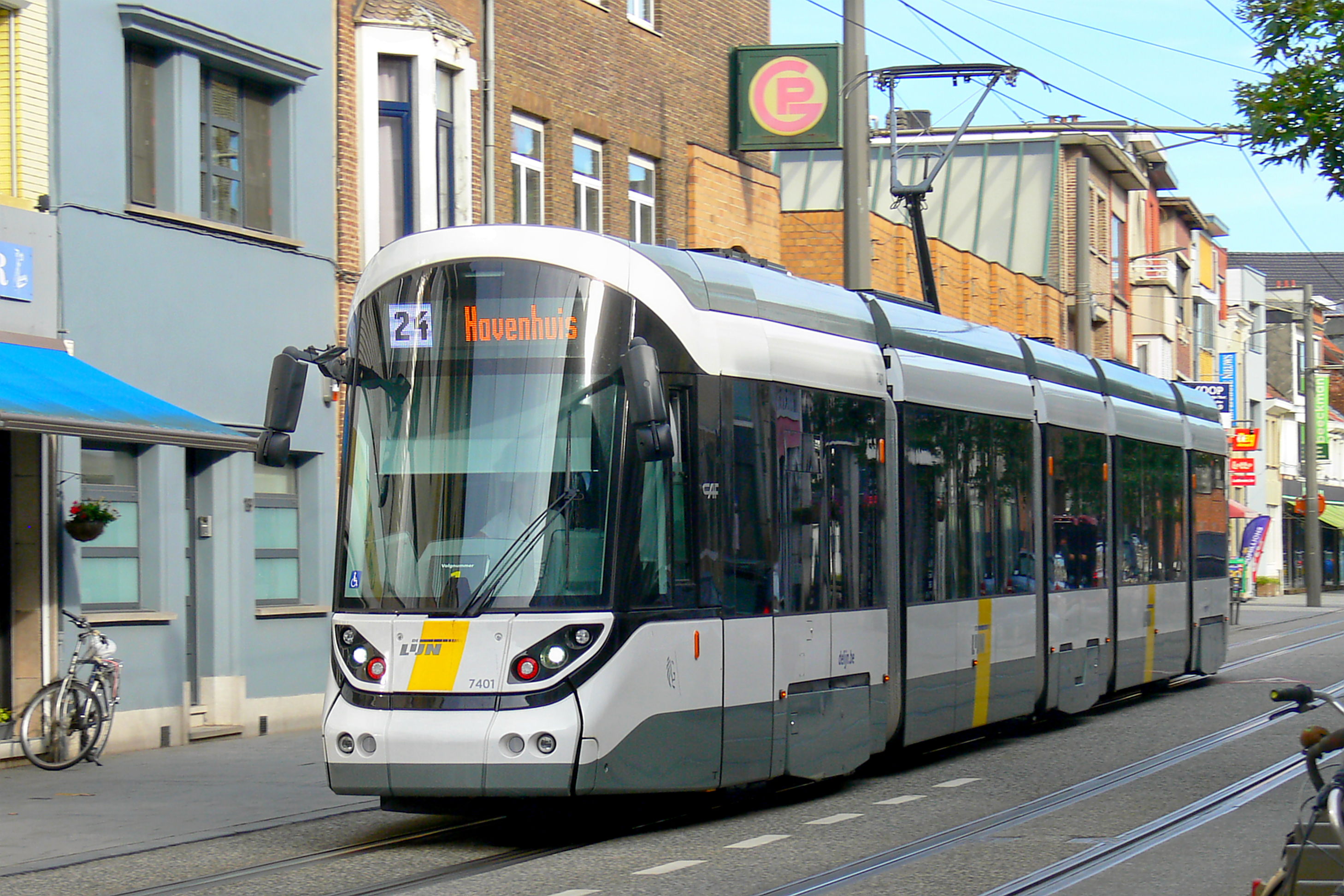
De eerste Stadslijner nr 7401

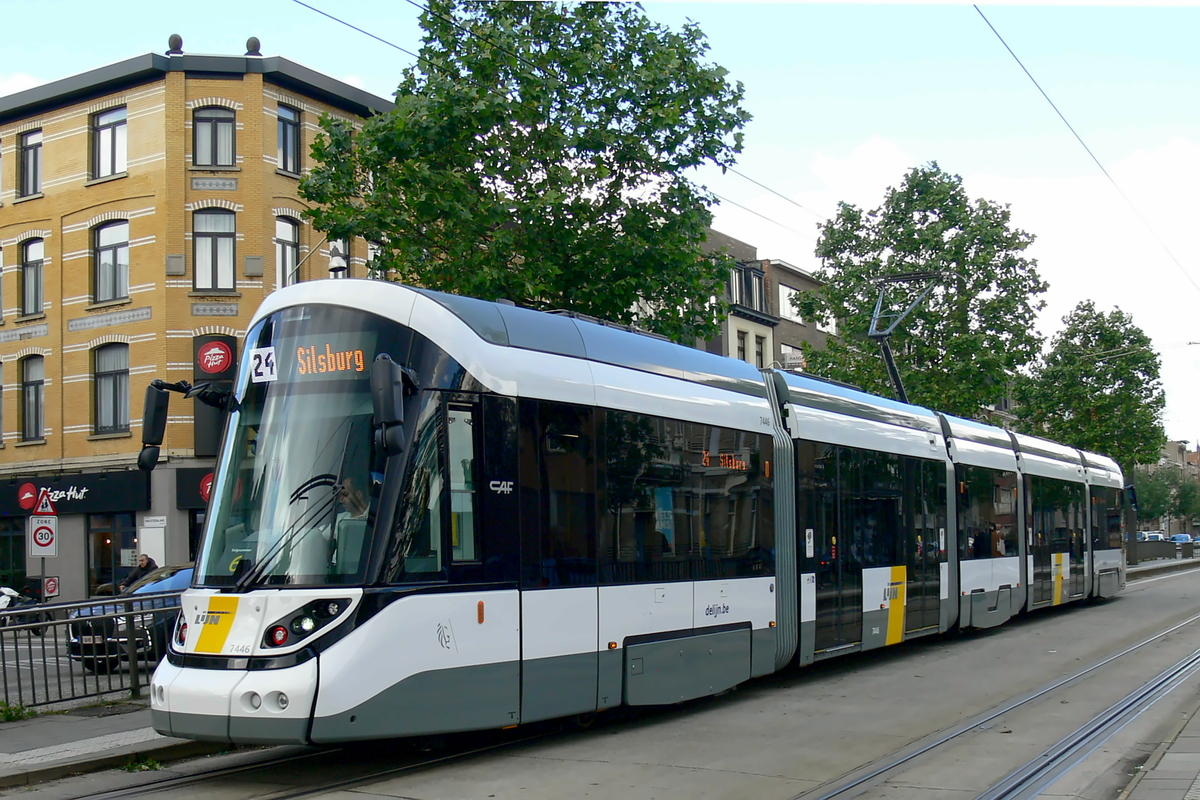
Caf Urbos100 tweerichtingentram nr 7446 op lijn 24 aan halte Muggenberg